# 1000
1000 рік — високосний рік, що почався з понеділка за юліанським календарем. Рік, що завершив X сторіччя і перше тисячоліття нової ери. Для історії Старого Світу цей рік вважається умовним кордоном між Раннім і Високим Середньовіччям.

## Політика
Населення світу за оцінками сягало від 250 до 310 млн. Найбільшими містами на той час були: Кайфин (~500 тис.), Кордова (450 тис.), Константинополь (430 тис.), Ангкор (200 тис.), Кіото (175 тис.), Каїр (130 тис.), Багдад (125 тис.), Нішапур (125 тис.), Ель-Хаса (110 тис.), Патан (100 тис.). У Європі відбувається процес урбанізації, північноіталійські міста за минуле сторіччя збільшили власне населення вдвічі.

### Європа
У Європі поширюється християнство: Київська Русь, Угорщина, Норвегія, Ісландія. Есхатологічні очікування підігріваються французькими монахами, створення Угорського королівства  ,частина віруючого населення в очікуванні кінця світу, частина вирушила до Єрусалиму, щоб померти там. Хоч літочислення від Різдва Христова було започатковане ще універсальним бенедиктинським хроністом Бідою Преподобним у VIII столітті, більшість світських представників суспільства просто відраховували роки царювання чинних монархів. У цей час Європа залишається околицею ісламського світу з його торговими караванами, переміщенням людей, культурним й релігійним життям. У цей період на континенті відбувається зміцнення міських комун, пробуджується життя у містах, з'являється клас бюргерів, незабаром з'являться перші університети, повторно відкривається римське право, починає свій розвиток народна література.
Візантію очолює Василій II Болгаробійця з македонської династії (867—1057). Держава веде жорстоку війну з Болгарським царством. Генерали Теодороканос і Нікіфорос Ксіфіас відвойовують у болгар Плиску, Великий Преслав і Переяславець, Візантія поширює свій вплив на Мезію та Малу Скіфію. У цей самий час у зовнішній політиці Візантія заклопотана христианізацією Київської Русі й варварських слов'янських племен.

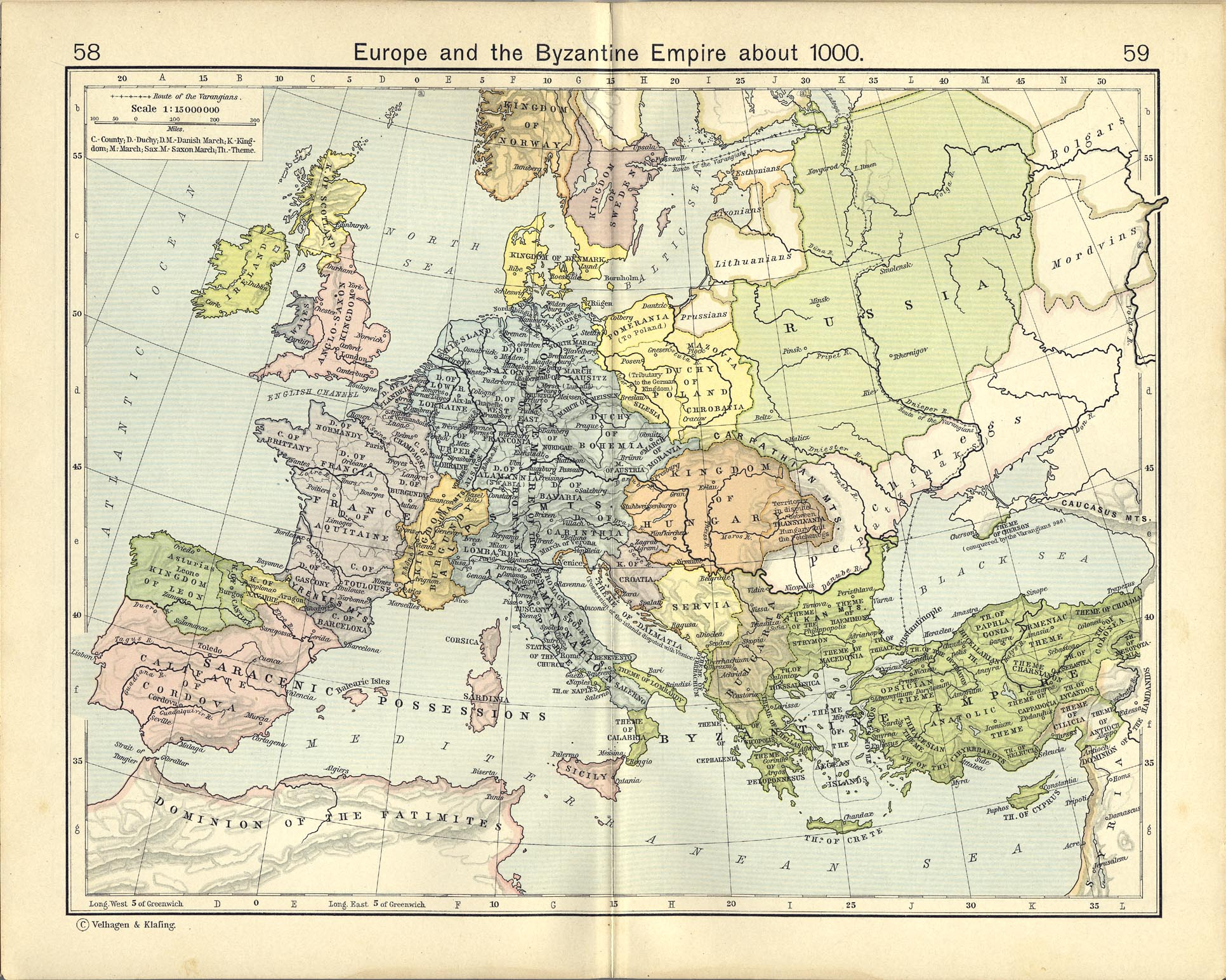
Європа 1000 року

Перше Болгарське царство частково захоплене Візантією, в іншій частині править цар Самуїл. У Хорватії розпочалося правління Крешимира III та Гоїслава. Дож П'єтро II Орсеоло направляє військовий флот на західне узбережжя Адріатичного моря. Венеція захоплює частину адріатичного узбережжя у хорватів й покладає край їхньому піратству, звільняється від данини слов'янам. Свято перемоги 9 травня, що припало на свято Христового Вознесіння (італ. Festa della Sensa), венеційці справляли багато століть після того під назвою «Заручини дожа з Адріатичним морем».
20 серпня було утворено Угорське королівство і започатковано династію Арпадів. 25 грудня королем мадярів короновано в Естергомі Стефана I. Корону надіслав папа римський, Сильвестр II. У наступному столітті Угорщина стане провідною політичною й культурною силою в Центральній Європі.
Оттон III імператор найбільшої й найвпливовішої держави Європи, Священної Римської імперії, здійснює паломництво з Риму до Аахена й Гнєзно. Під час подорожі він зробив зупинки в Регенсбурзі, Мейсені, Магдебурзі. Цього ж року в Римі він будує для мощей Святого Варфоломія базиліку Сан-Бартоломео (лат. Sancti Bartholomaei in Insula). 30 квітня імператор подарував монастирю Гельмаршаузен у Гессені право карбувати власні монети.
11 березня у Гнєзно відбулася дружня зустріч (пол. Zjazd gnieźnieński; нім. Akt von Gnesen, Gnesener Übereinkunft) між правителем Польщі Болеславом I Хоробрим й імператором Священної Римської імперії Оттоном III. Закладено діоцезію (єпархію) у Колобжегу й архідіоцезію (архієпархію) в Гнєзно. Першим архієпископом став Радзім Гауденцій (пол. Radzim Gaudenty) з богемської династії Славниковичів. Призначено єпископів у Кракові й Вроцлаві.

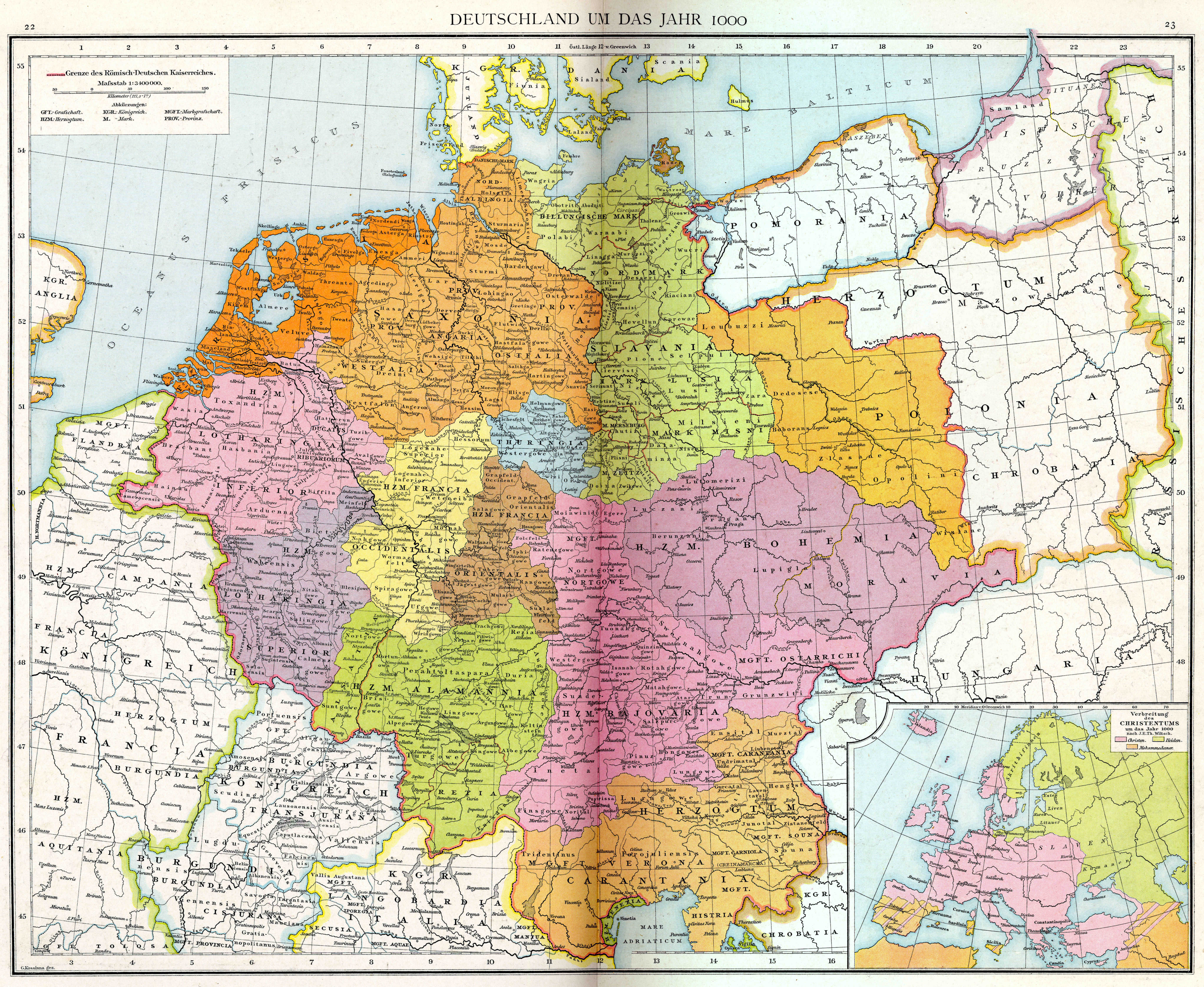
Центральна Європа 1000 року
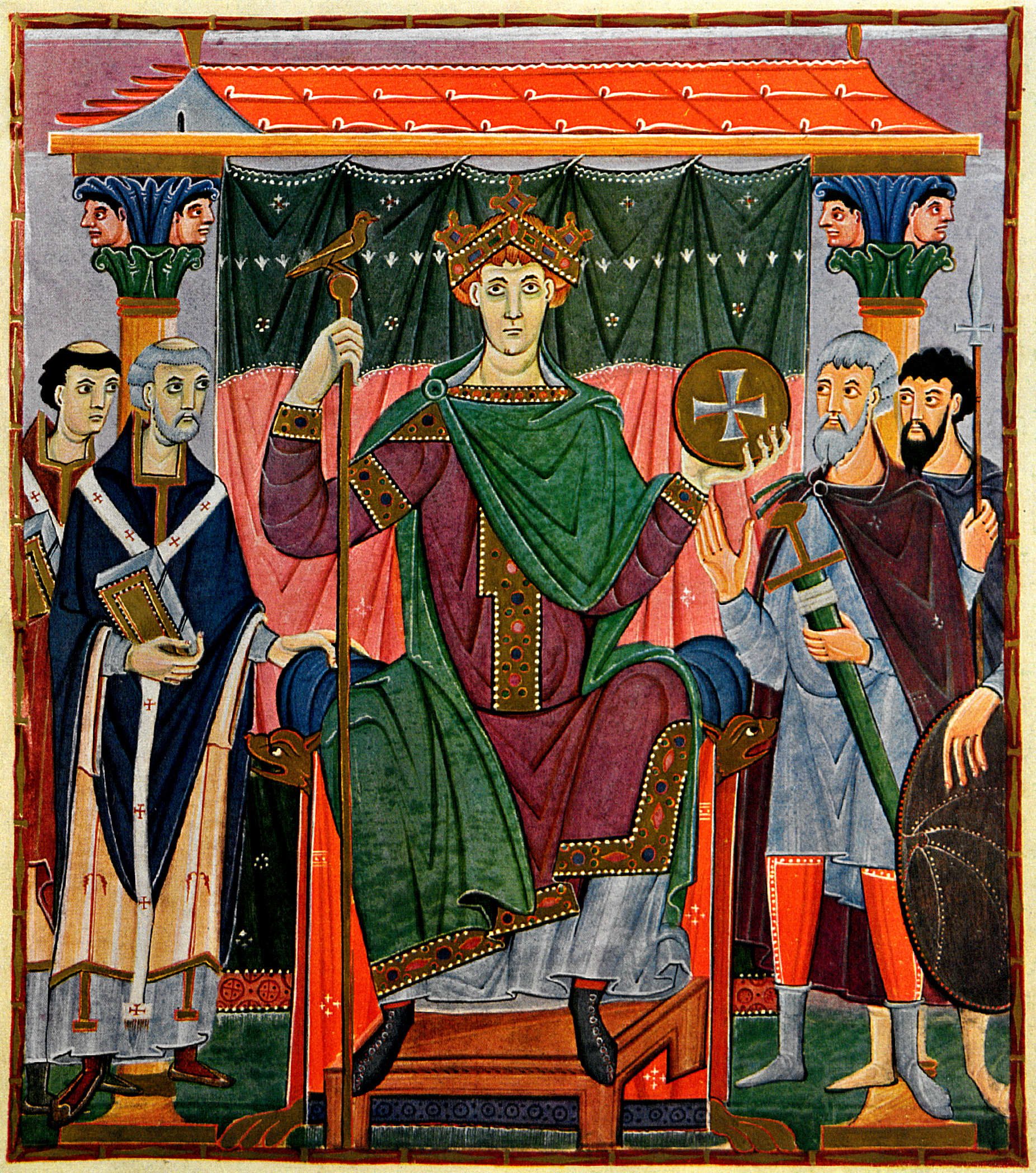
Імператор Оттон III
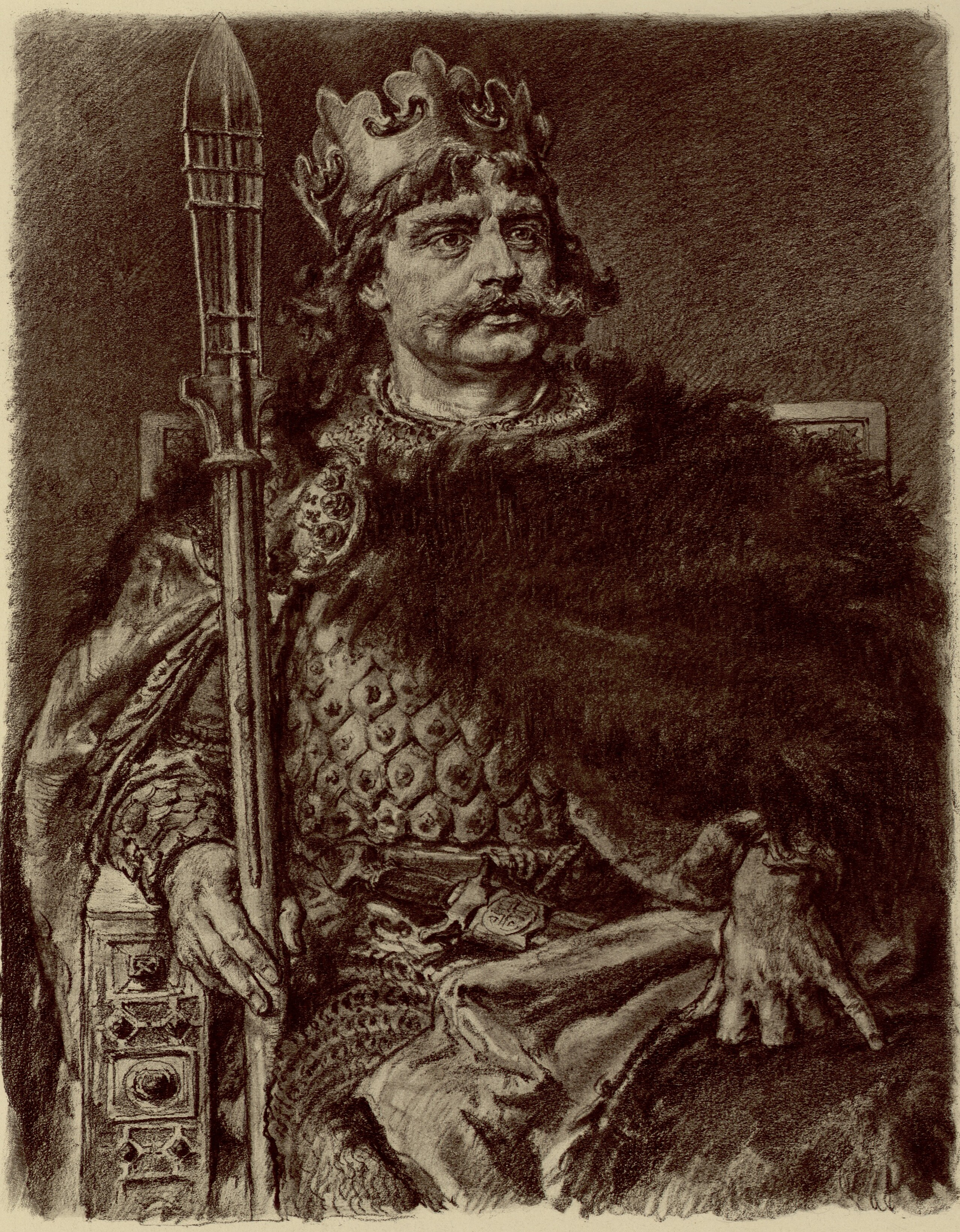
Болеслав Хоробрий зі списом Лонгіна
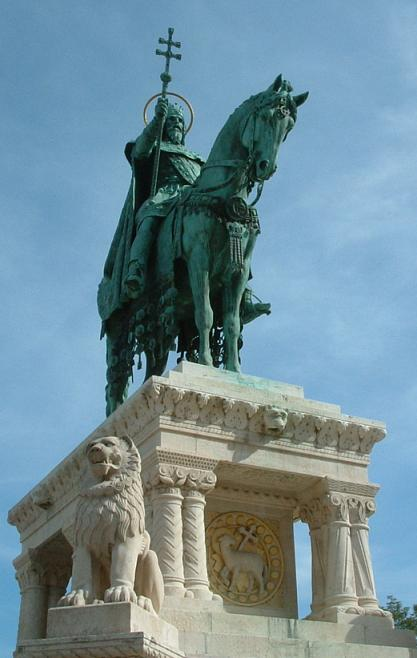
Пам'ятник Стефану I, хрестителю Угорщини
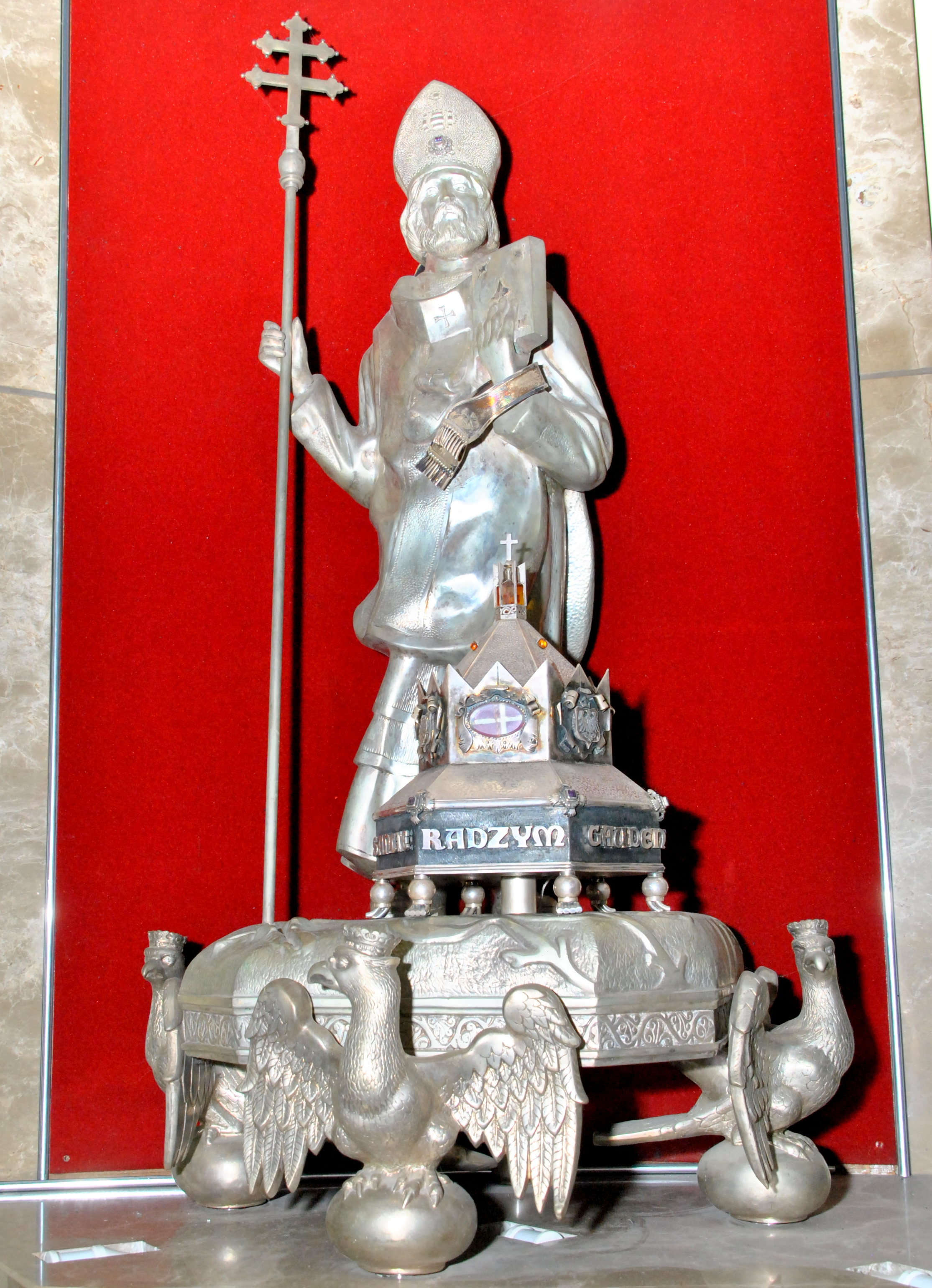
Релікварій Святого Радзіма

Роберт II Побожний — король Західного Франкського королівства, принаймні формально, син Гуго Капета першого короля з династії Капетингів. У Парижі мешкає лише 20 тис. осіб. У Шато-де-Гулен (фр. Château de Goulaine) було закладено найстаріший постійнодіючий виноградник в Європі. У Брюгге та Генті за стінами замків проводяться ярмарки. Клюнійська конгрегація під началом Оділона (лат. Odilo Cluniacensis) володіє у Франції півсотнею монастирів, що прийняли клюнійську реформу.
Апеннінський півострів розділений між численними державами: північ належить Священній Римській імперії, середню частину займає Папська область (папа римський Сильвестр II), на південь від Римської області лежать невеликі незалежні герцогства, деякі області на півночі та на півдні належать Візантії, інші окупували сарацини. У Римі на той час мешкало приблизно 35 тис. осіб. Через процес знеліснення на півночі півострова замість деревини починають більше використовувати каміння при будівництві. Папство перебувало у занепаді й повній залежності від «імператора світу» Оттона III. Епоха пізніше отримає назву Saeculum Obscurum (темні віки), або поронократія (правління повій). Такий стан справ на Святому престолі призведе до Великої схизми в XI столітті.
Південь Піренейського півострова займає Кордовський халіфат на чолі з Хішамом II. Кордова з її 450 тис. мешканців на той час найбільше місто не тільки Європи, але, ймовірно, усього світу. Північну частину півострова займають королівства Астурія, Галісія і Леон, де править Альфонсо V. 29 липня у битві при Сервері з кордовським генералом Аль-Мансуром (фактичним правителем Кордови) загинув король Наварри Гарсія II Санчес Тремтячий. Його син, Санчо III Великий стає королем Наварри та Арагону. Реконкіста — незначне відвоювання земель в Кордовського халіфату.

Апеннінський півострів 1000 року
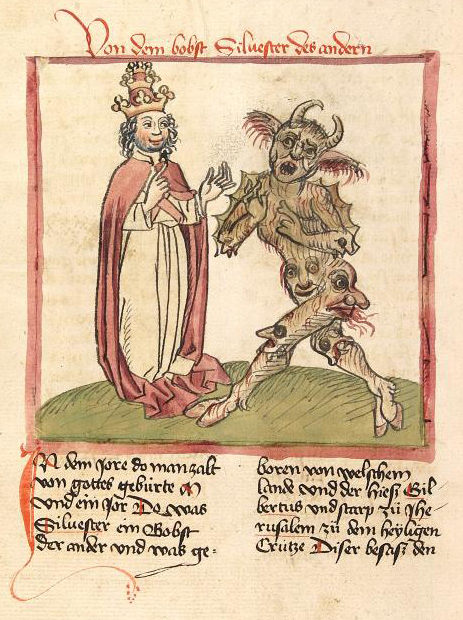
Папа Сильвестр II спілкується з дияволом
Піренейський півострів 1000 року
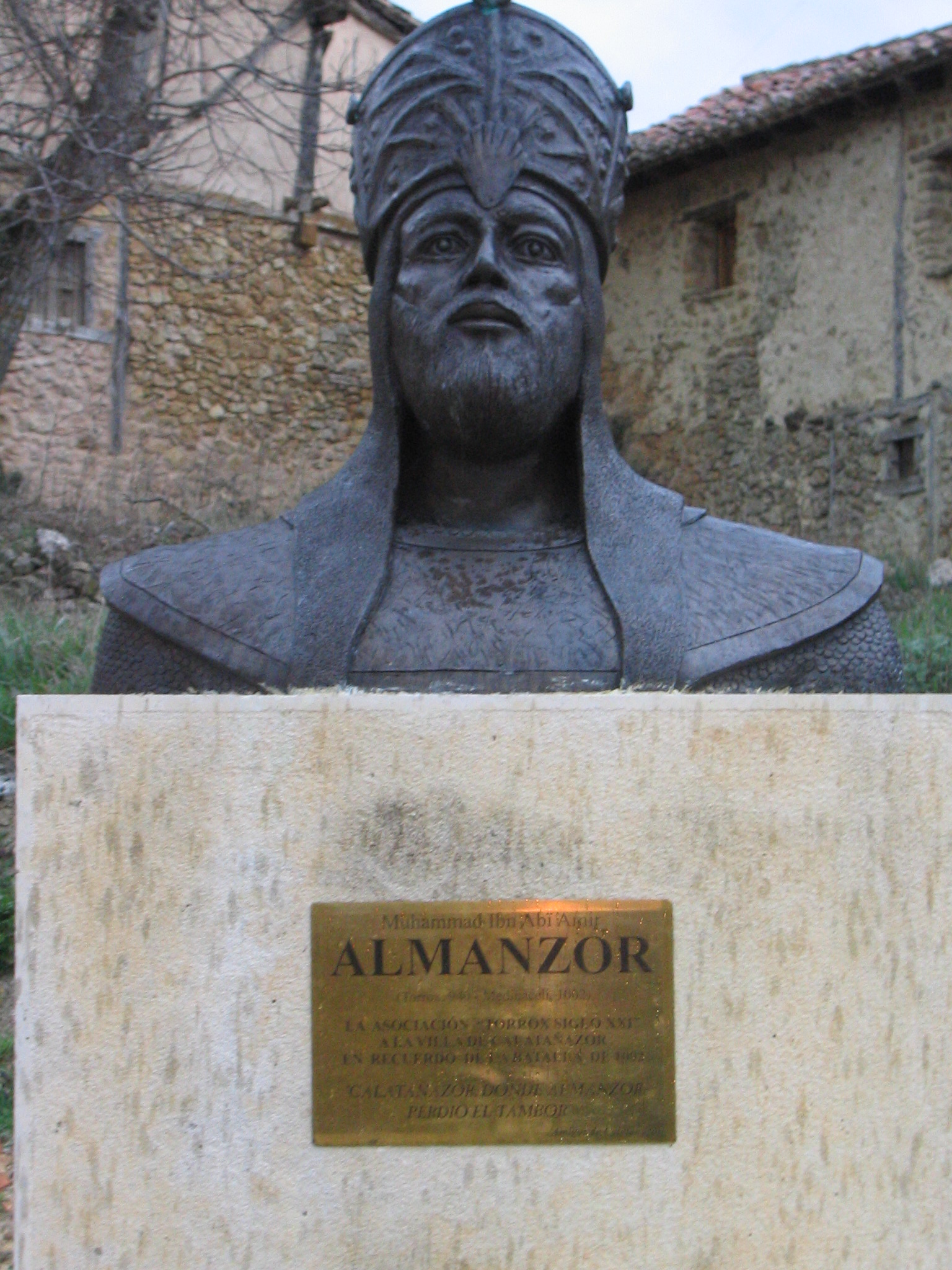
Пам'ятник Аль-Мансуру
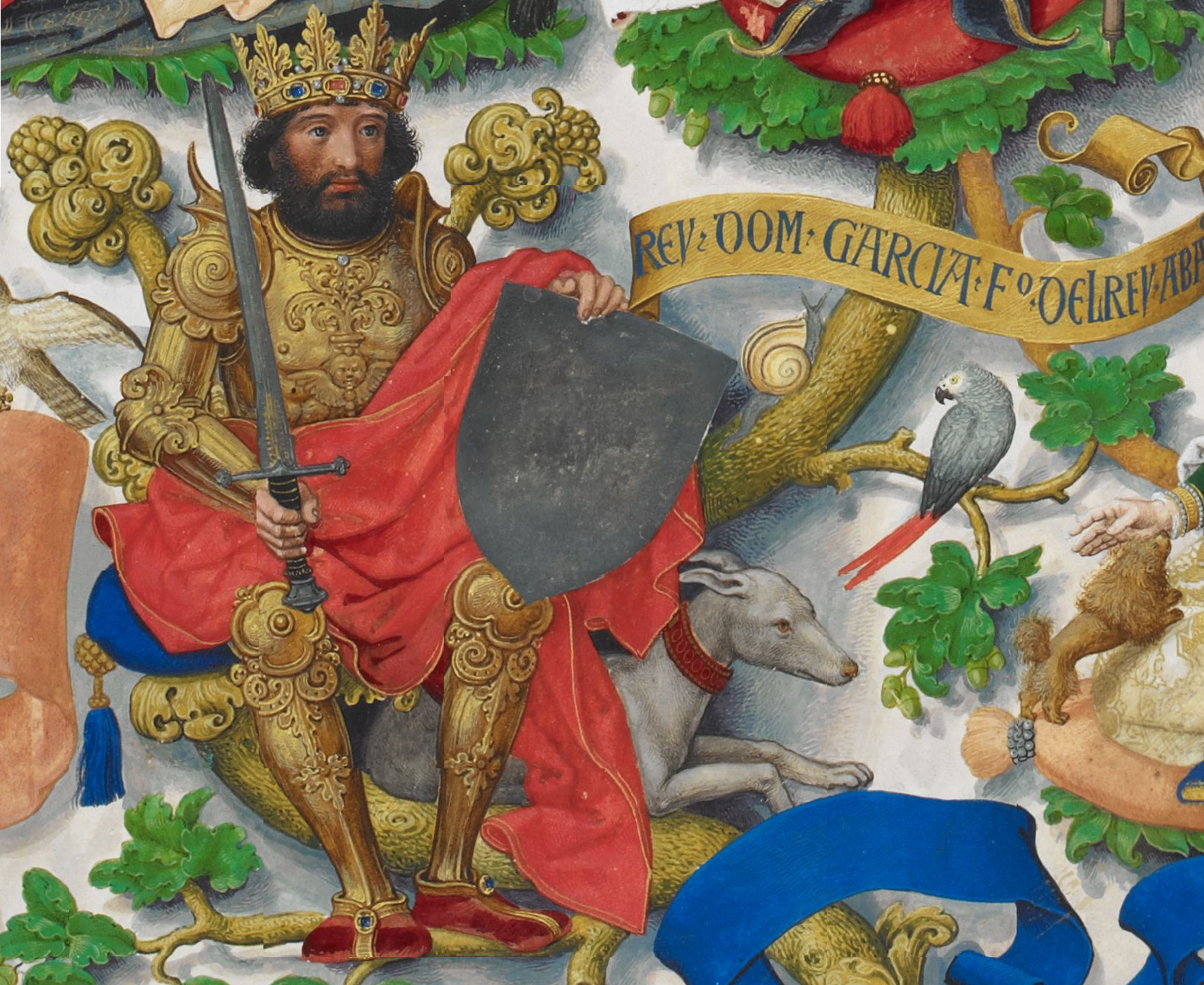
Гарсія II Санчес
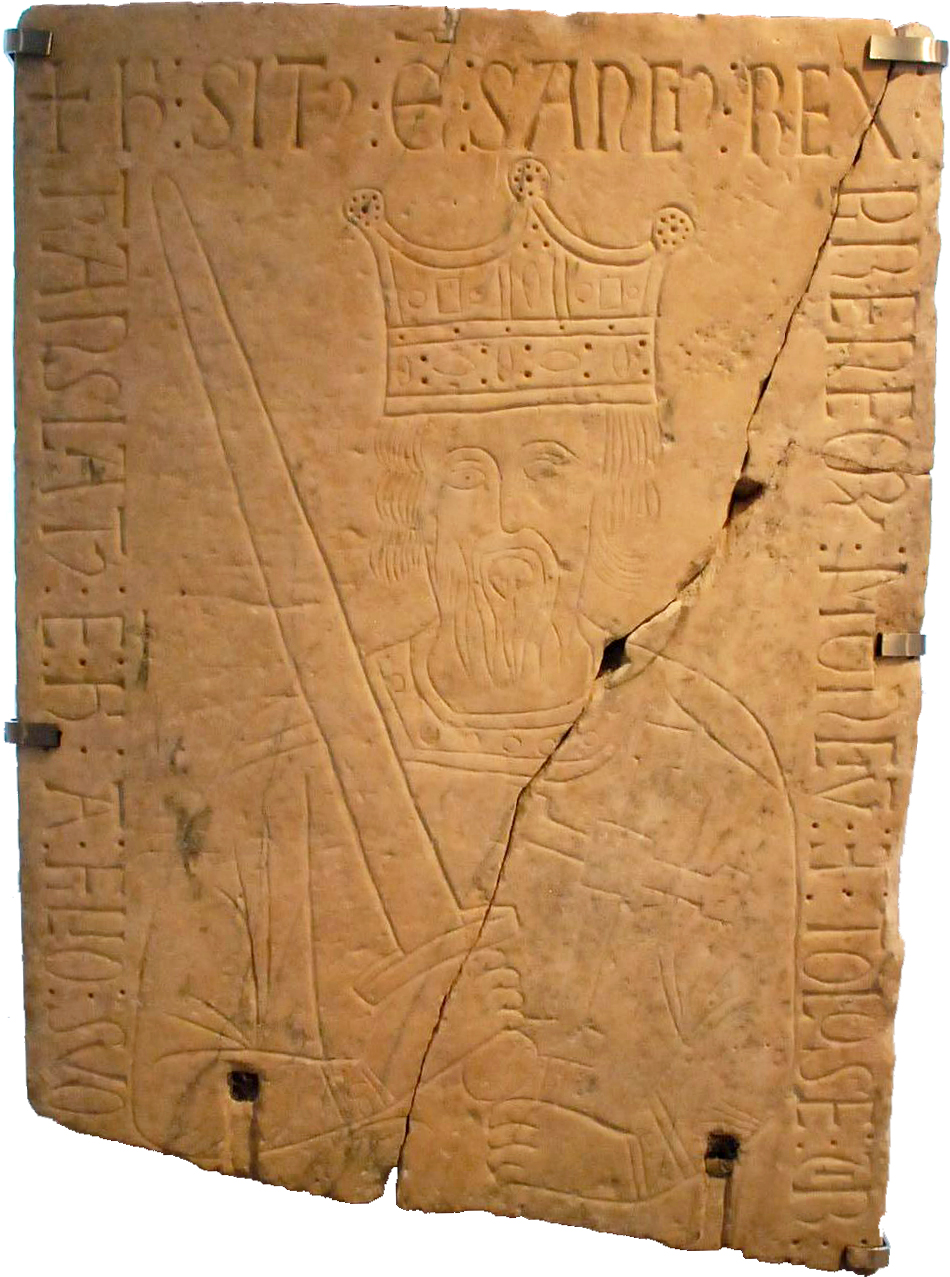
Надгробок Санчо III

У Скандинавії рання ера християнізації. Альтинг Ісландської вільної держави (ісл. Þjóðveldið) прийняв християнство. Лейф Еріксон вирушає на захід у пошуку нових земель. 9 вересня норвезький король Олаф Трюггвасон зазнав поразки у битві під Сволдером від сил союзу данських (Свен I Вилобородий) і шведських (Улоф III Шетконунг) правителів, сам Олаф загинув. Свен I Вилобородий відновив свою владу над частиною південного узбережжя Норвегії й заснував Осло. Приблизна дата заснування міста Вісбю на острові Готланд.
Об'єднане англо-саксонське королівство Англія під проводом короля Етельреда II Нерозумного платить данину данцям. Після кількох років пограбувань узбережжя Англії данський флот цього року вирушає через Ла-Манш у Нормандію. У Лондоні на той час мешкало приблизно 20 тис. осіб, місто повертає собі статус найбільшого економічного центру острова.

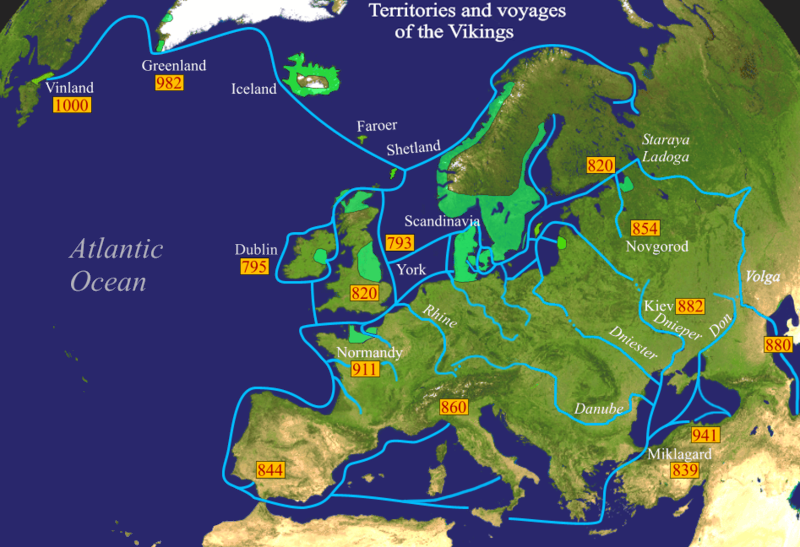
Маршрути походів норманів
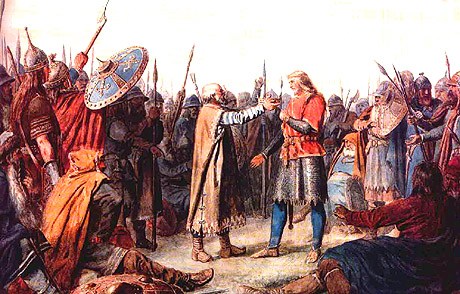
Конунг Олаф Трюггвасон
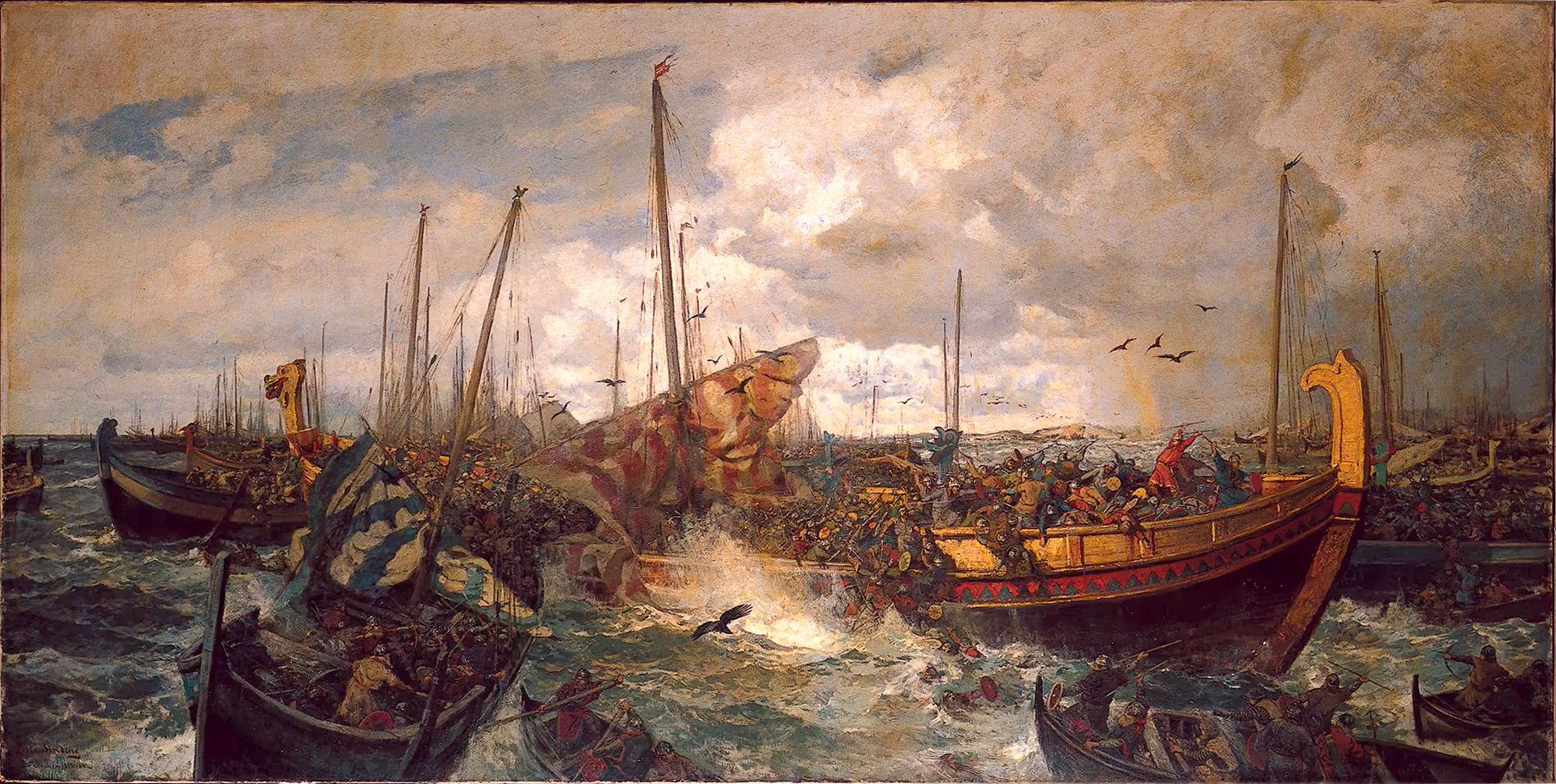
Битва при Сволдері
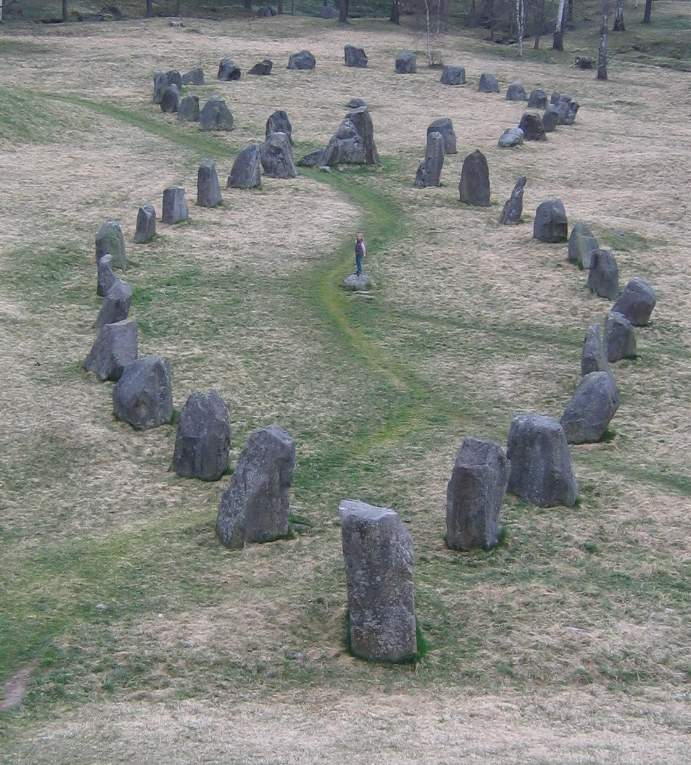
Кам'яні поховальні кораблі норманів у Швеції
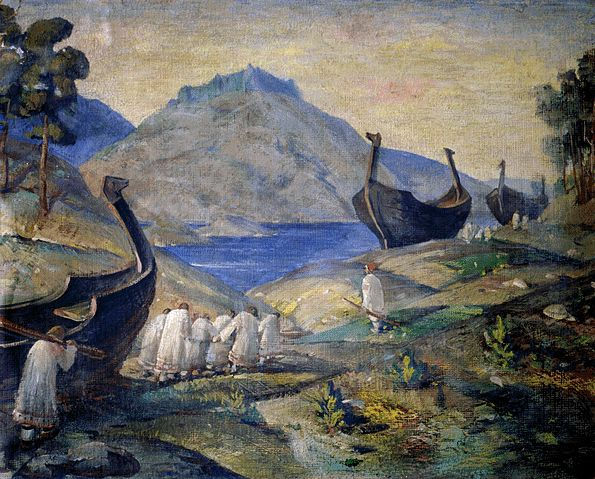
Волочіння волоком

У Київській Русі, найбільшій державі Європи, триває правління Володимира. У Києві мешкає приблизно 50 тис. осіб. Відбувся обмін посольствами з римським папою Сильвестром II. Приблизно в цей час засновують Луцьк. Норманська династія на Русі дає змогу скандинавам остаточно прибрати до рук торговельні шляхи з Північної Європи до Візантії, так званий «шлях з варяг в греки». Проте це була лише бліда тінь від торговельного Шовкового шляху з Європи до мусульманського світу й далі в Китай євразійськими степами, що його підтримували в ранньому середньовіччі євреї-рахдоніти (івр. רדהנים).

### Мусульманський світ
Для мусульманського світу цей час — Золота епоха. Аббасидський халіфат очолює Аль-Кадір, в Єгипті владу утримують Фатіміди, на Піренейському півострові Кордовський халіфат. У Середній Азії династія Караханідів, а у Хорасані — Газневідів (Махмуд Газневі) починають політично віддалятись від Аббасидської династії. Продовжуються завойовницькі походи в Африці й Індії. Найбільшим містом ісламського світу на той час є іспанська Кордова з її майже півмільйонним населенням. Проте на Близькому Сході й у Центральній Азії квітнуть з десяток великих міст з населенням у 100 тис. осіб. Наприклад, аравійська оаза Ель-Хаса з її 100 тис. населенням. Халіфат об'єднав величезні території торговими караванами: Кордову на Піренеях, Північну Африку, Александрію в Єгипті, Аравію з Меккою й Межиріччя з Багдадом і Басрою, Персію з Нішапуром. Араби вели торгівлю з Європою, тропічною Африкою, Індією, Індокитаєм, Китаєм, булгарами на Волзі, норманами у Скандінавії.
Міграційна хвиля турок-османів зі сходу досягла Європи. Племена хозар, булгар, печенігів приймають іслам. Останні, приблизно цього року, зайняли територію сучасної Молдови.

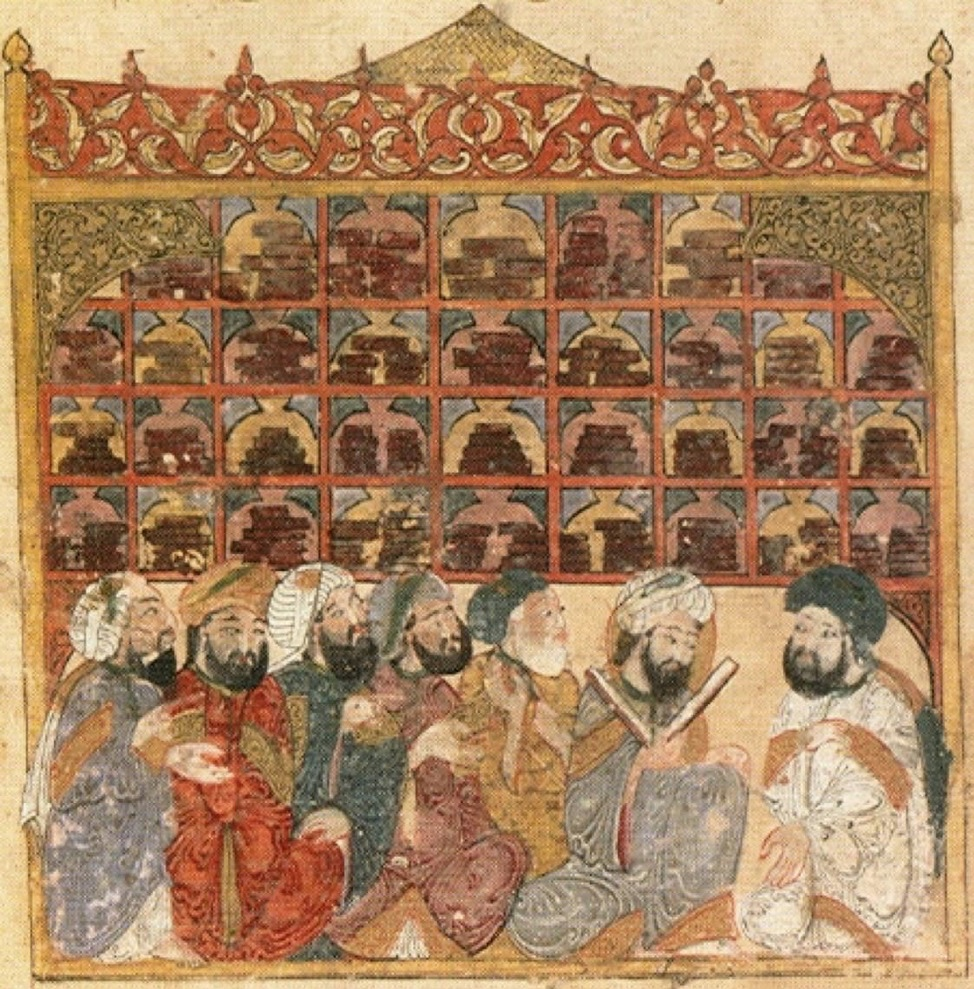
У арабській бібліотеці
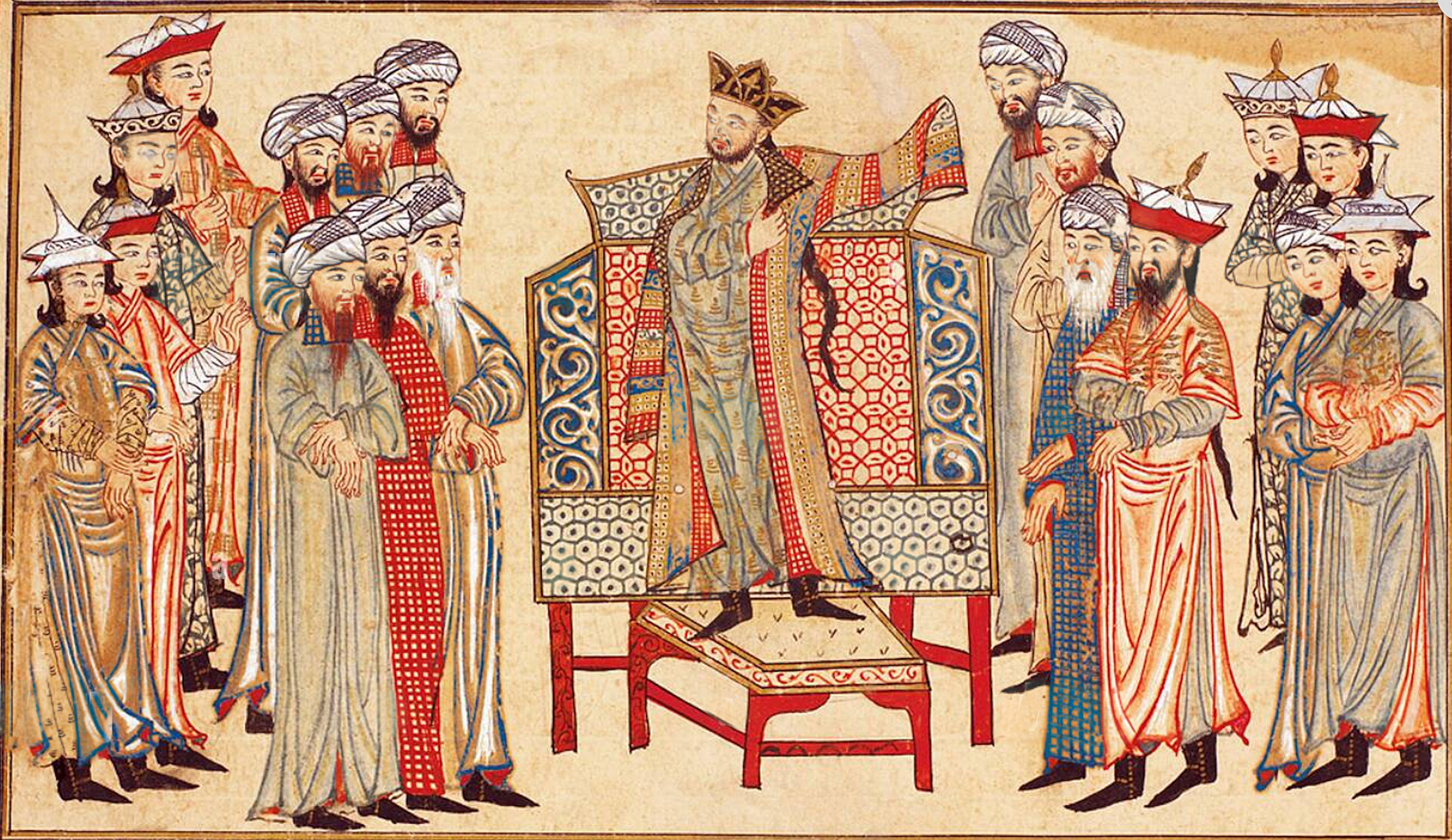
Махмуд Газневі отримує дари каліфа Аль-Кадіра
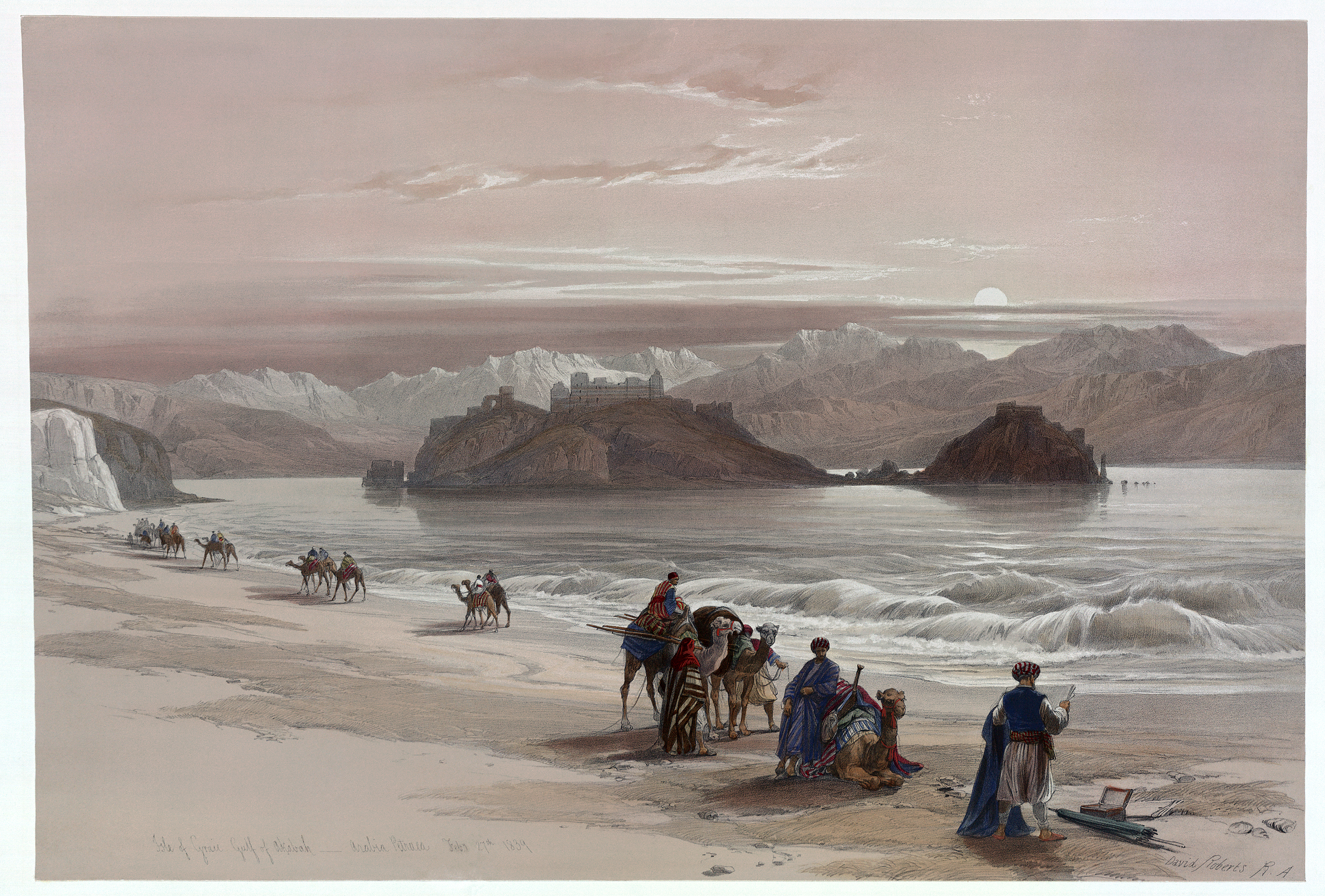
Торговий караван поблизу Акаби
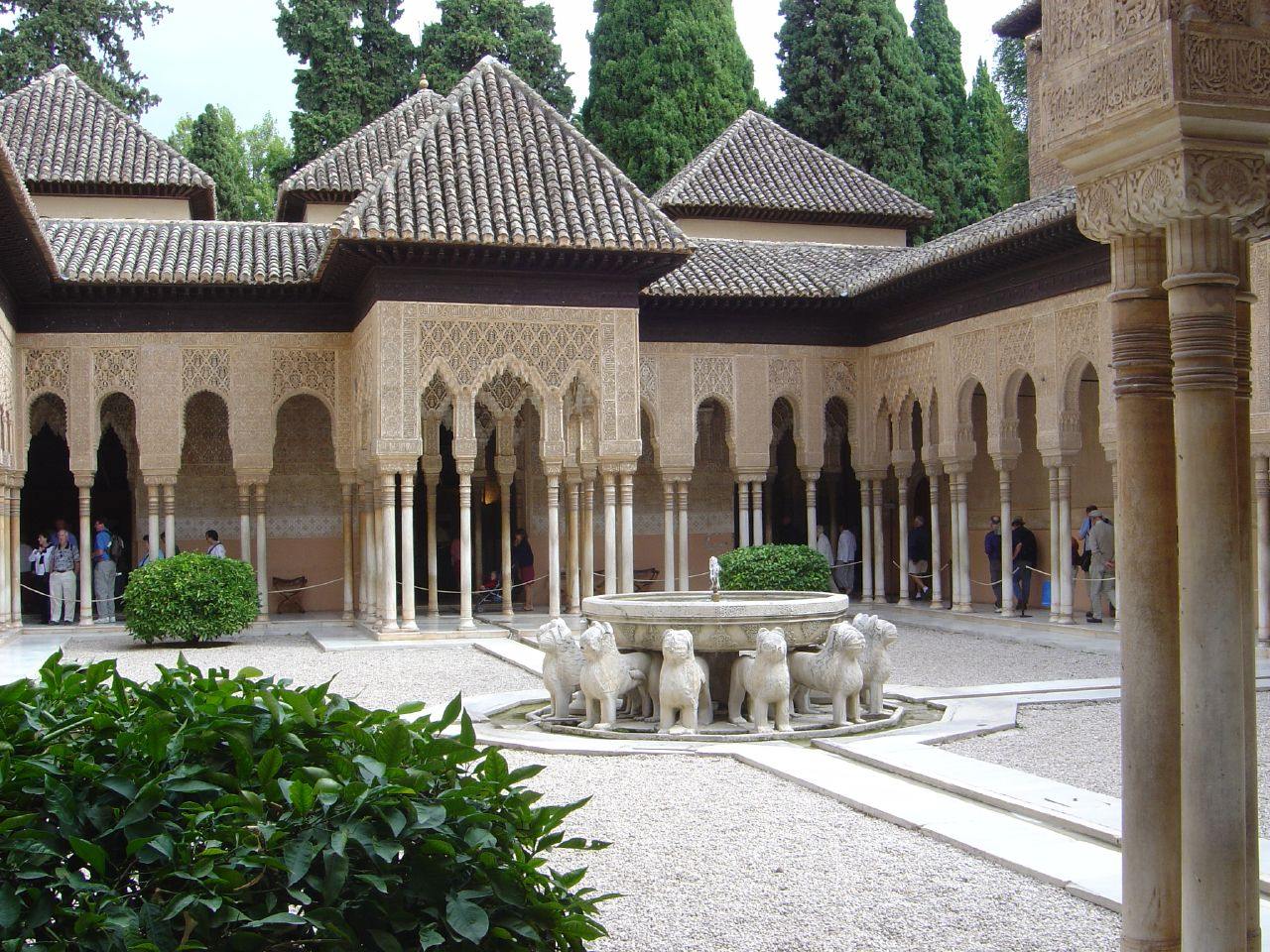
Дворик левів у Альгамбрі

### Азія
31 травня Давид III Великий, грузинський цар Тао-Кларджеті з династії Багратіоні, був отруєний власною шляхтою. Після його смерті вірменські володіння відійшли до Візантії. В Азербайджані приблизно цього року починає панувати династія емірів Раввадидів.
У Китаї панує династія Сун (імператор Чжень-цзун). Це найбільш населена частина тогочасного світу. На Далекому Сході починає поширюватись вживання опіуму.
Японія знаходиться в періоді Хейан (імператор Ітідзьо).
Індія розділена на декілька невеликих князівств: Раштракутів, Пала (імператор Махіпала I), Чола (Раджараджа Чола I), Гуджара-Пратіхара (володар Раджапала), Ядавів (імператор Бхілама II). Одна з дат заснування Дакки (сучасна столиця Бангладеш).

Кавказ 1000 року
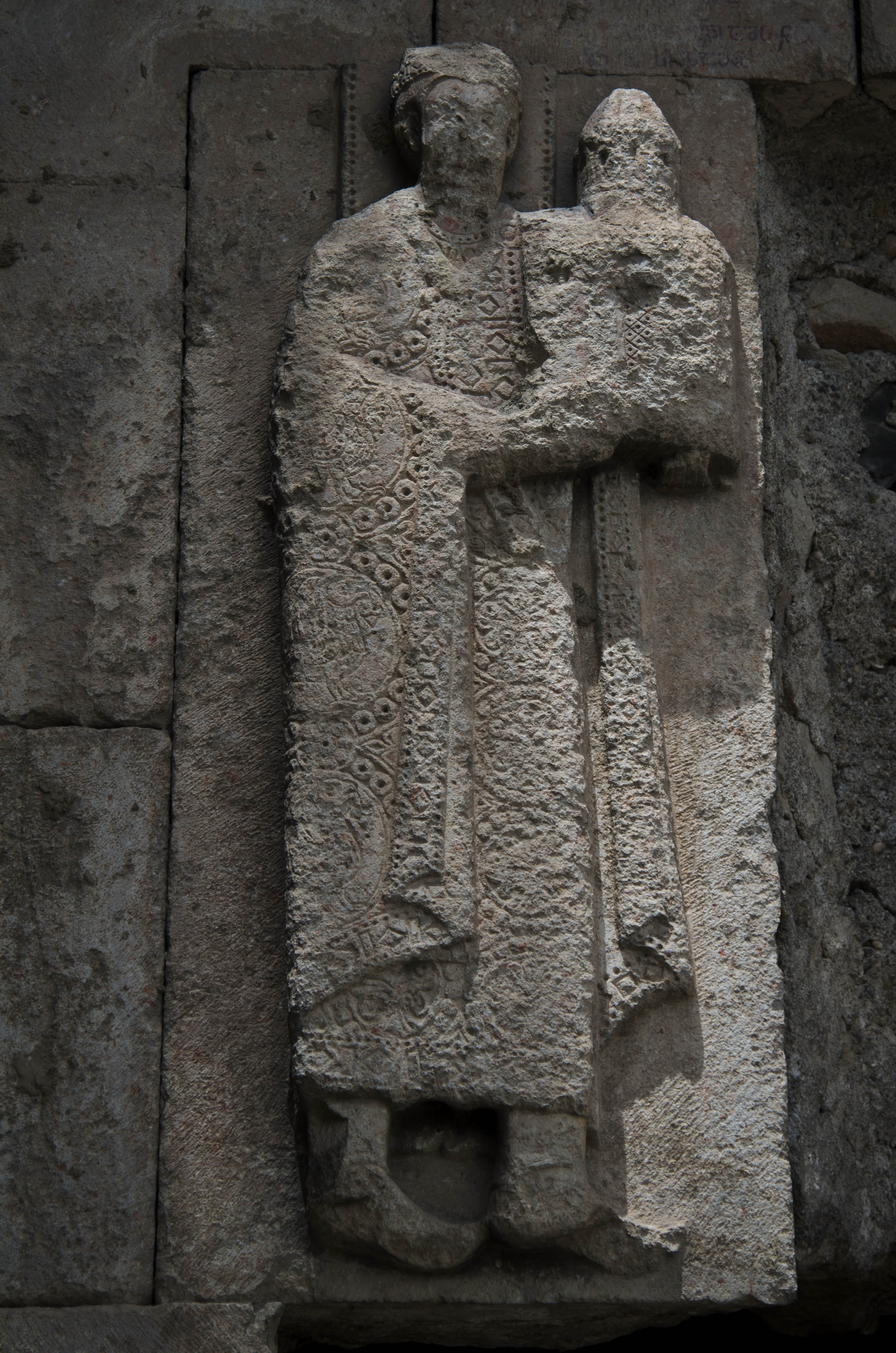
Грузинський цар Давид III Багратіоні
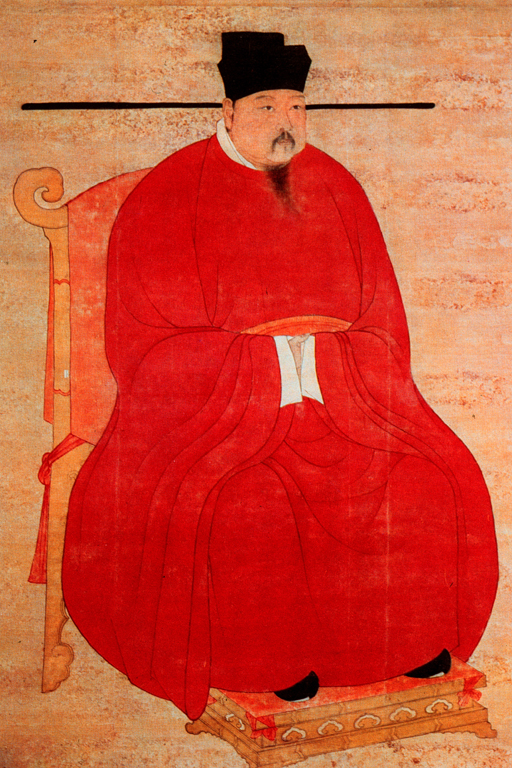
Імператор Китаю Чжень-цзун
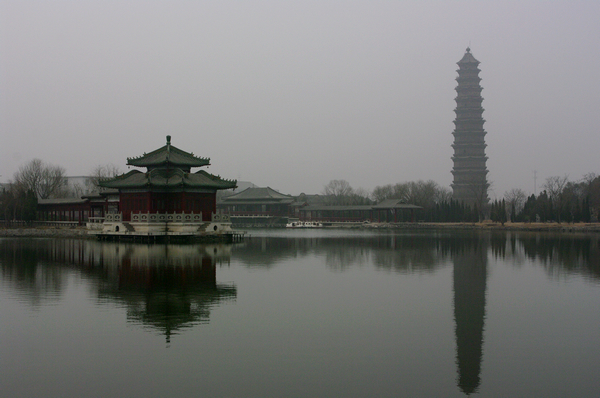
Залізна вежа
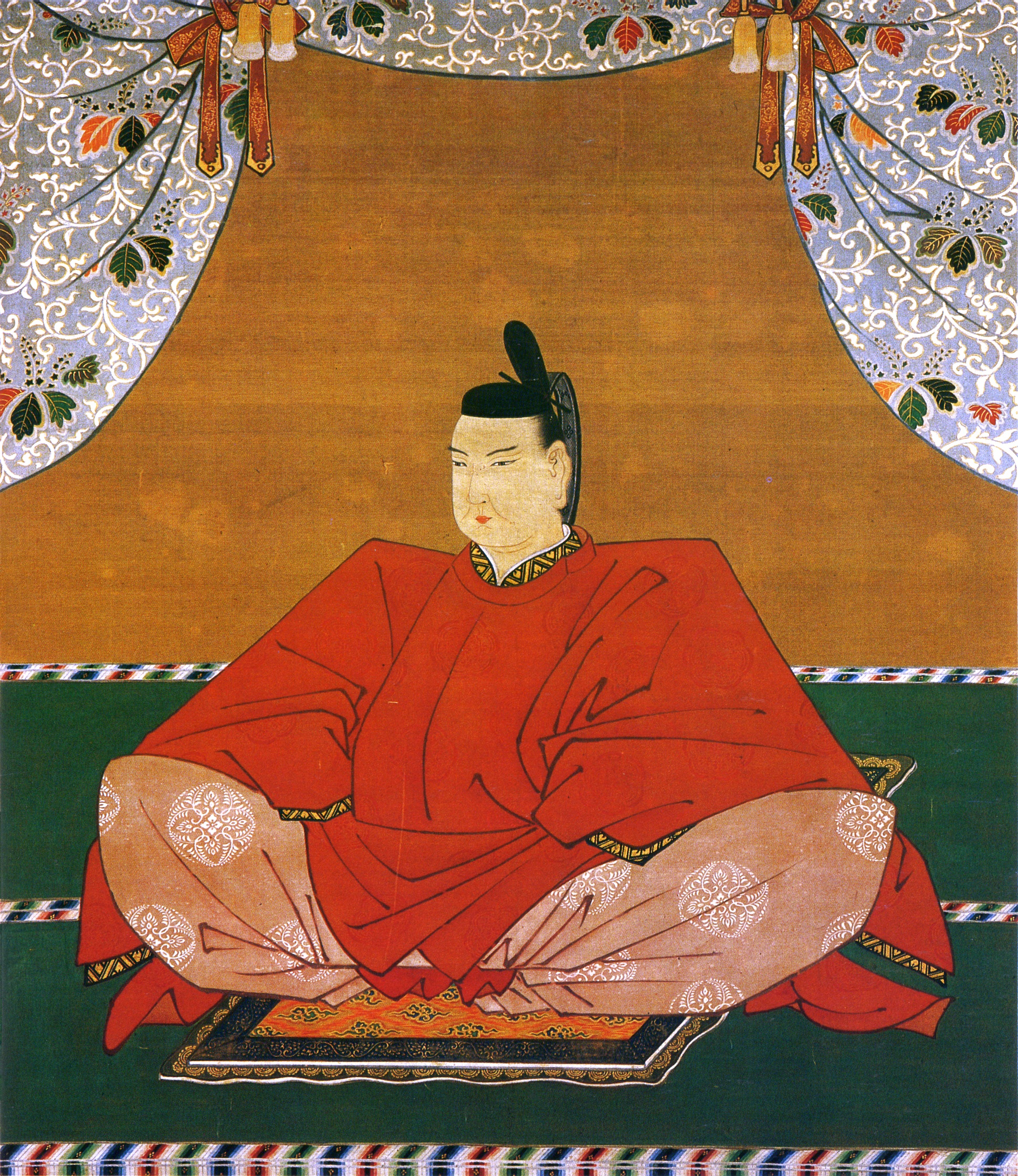
Імператор Японії Ітідзьо
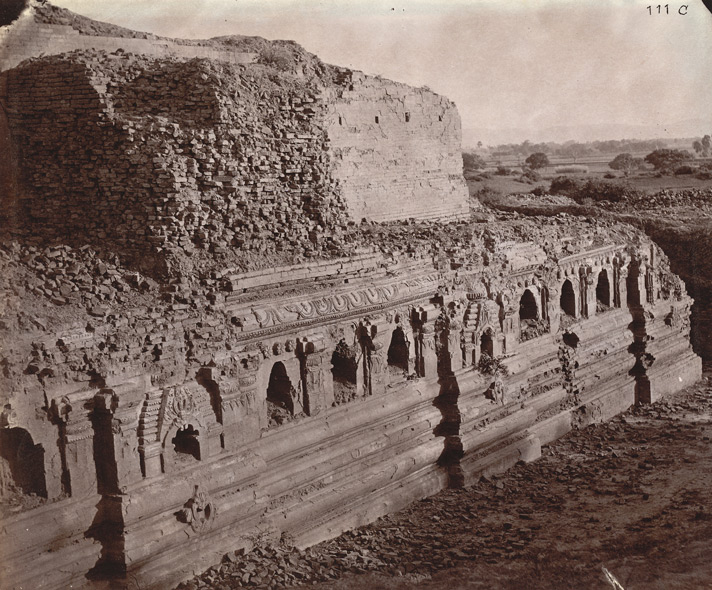
Руїни монастиря Наланда, імперія Пала

### Тропічна Африка
Для Африки південніше Сахари все більшого значення набуває арабська работоргівля, що зміцнює Сахельські князівства.
Народ хуту з сім'ї банту переселяється на територію сучасних Руанди й Бурунді, витісняючи звідти пігмеїв народу тва.

### Америка
Перші європейці досягли американського континенту, ватага норманів під проводом Лейфа Еріксона, відплила з Гренландії, відкрила Хеллуланд, Маркланд і Вінланд. На останньому 9 жовтня вони заснували поселення Лейфсбудір, ймовірно Л'Анс-о-Медоуз (фр. L'Anse-aux-Méduses) на острові Ньюфаундленд.

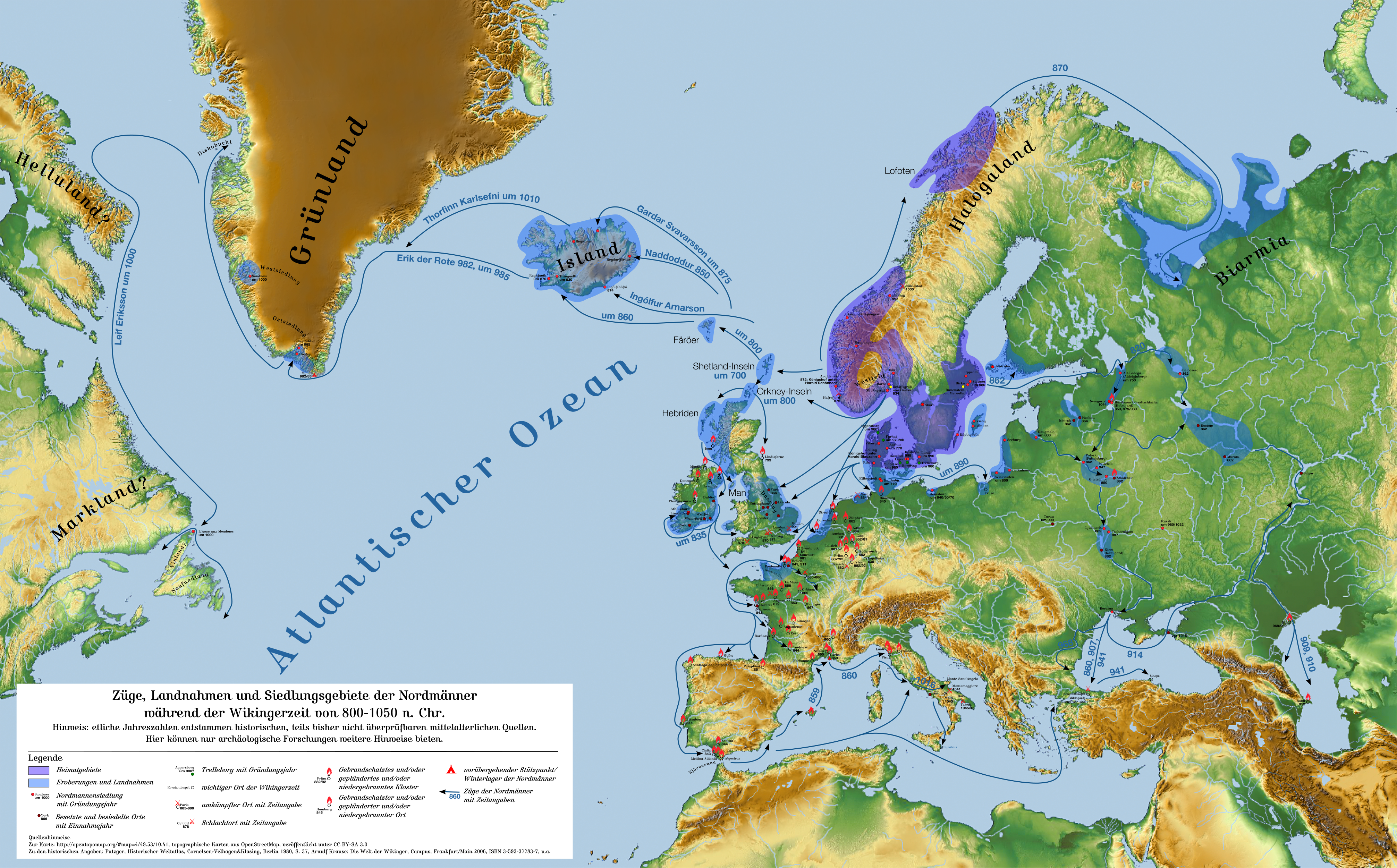
Експансія норманів
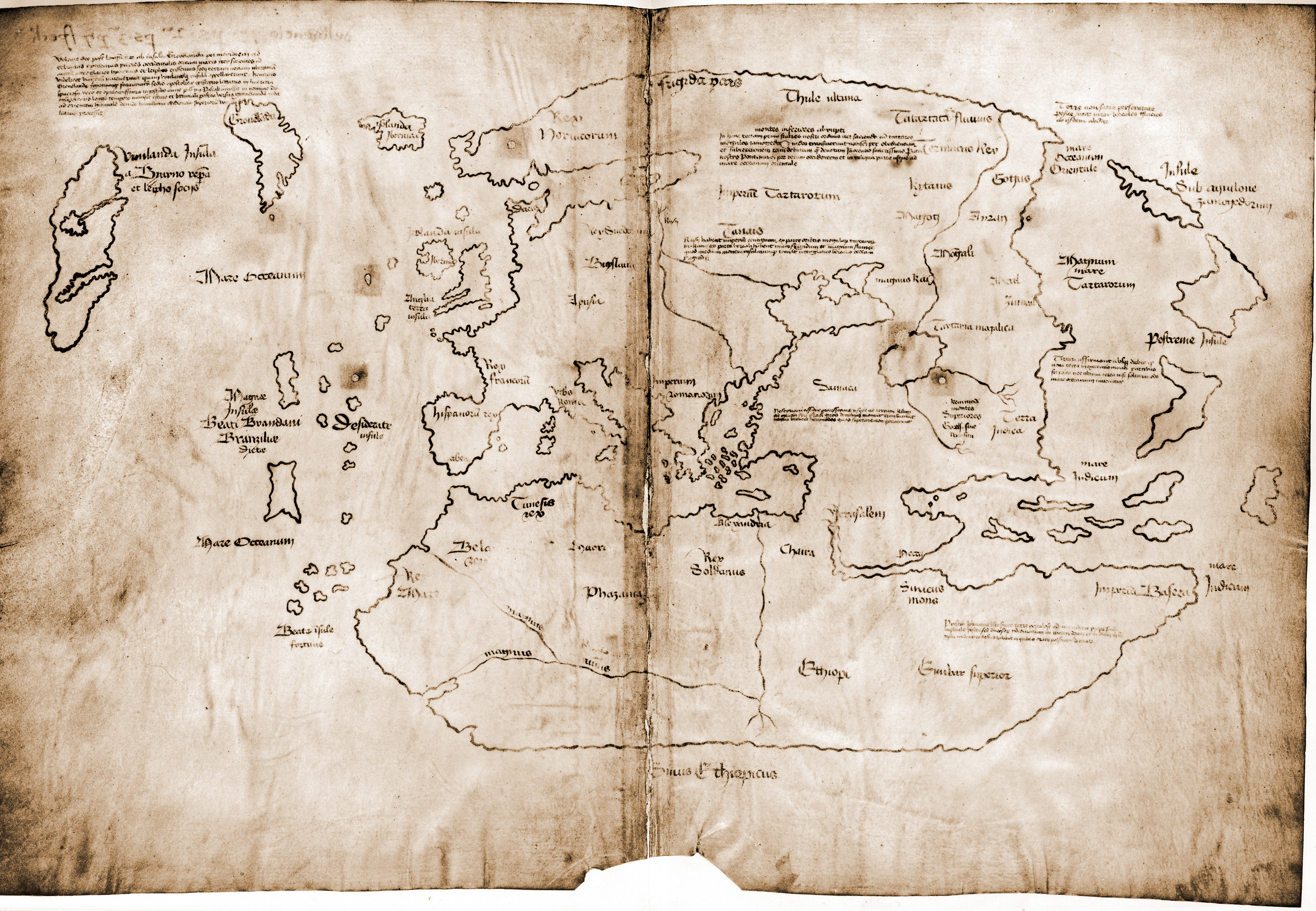
Вінланд на «Mappa mundi»
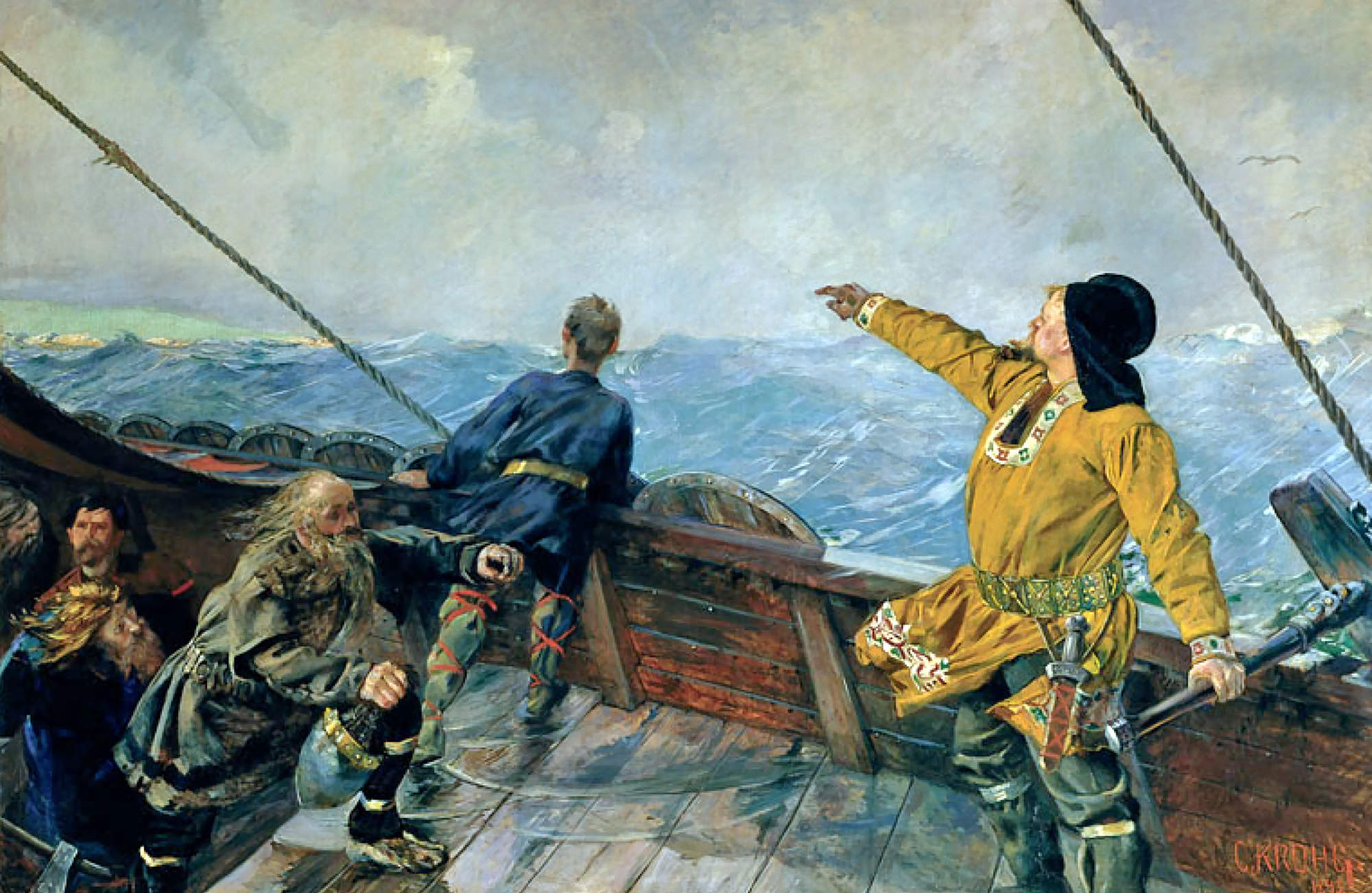
Лейф Еріксон відкриває Америку
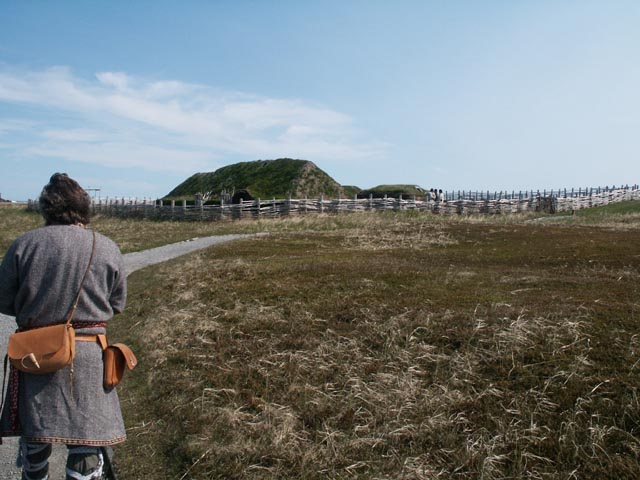
Поселення у Л'Анс-о-Медоуз

У Мезоамериці для мая закінчується класичний період у містах Паленке, Тікаль. Проте на Юкатані відмічається період відбудови для міст Чичен-Іца й Ушмаль. Мітла під впливом міштекської культури стає більш важливою в культурі сапотеків й затьмарює Монте-Албан. Розквіт Чолули і Тули тольтецької культури в Центральній Мексиці.
У Південній Америці культури уарі та тіуанако поступово згасають, замість них розквітають культури чачапоя і чиму.

## Культура

### Архітектура
Імператор Священної Римської імперії Оттон III будує в Римі базиліку Сан-Бартоломео (лат. Sancti Bartholomaei in Insula) для мощей Святого Варфоломія. Цього ж року закладено церкву Сан-Джуліано в Асколі-Пічено.
В індійському князівстві Талакад було завершено будівництво храму Вайдешвара.

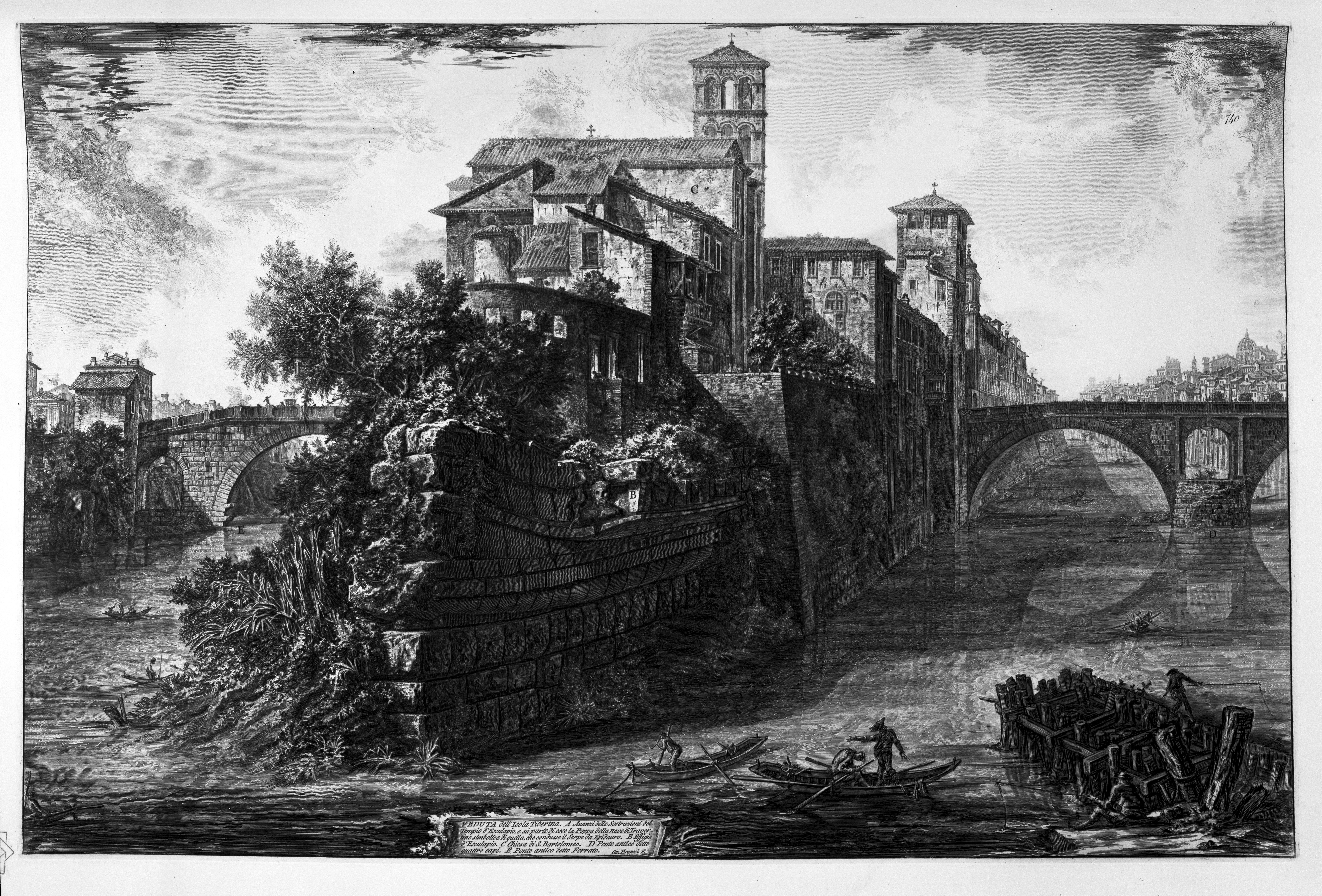
Базиліка Сан-Бартоломео
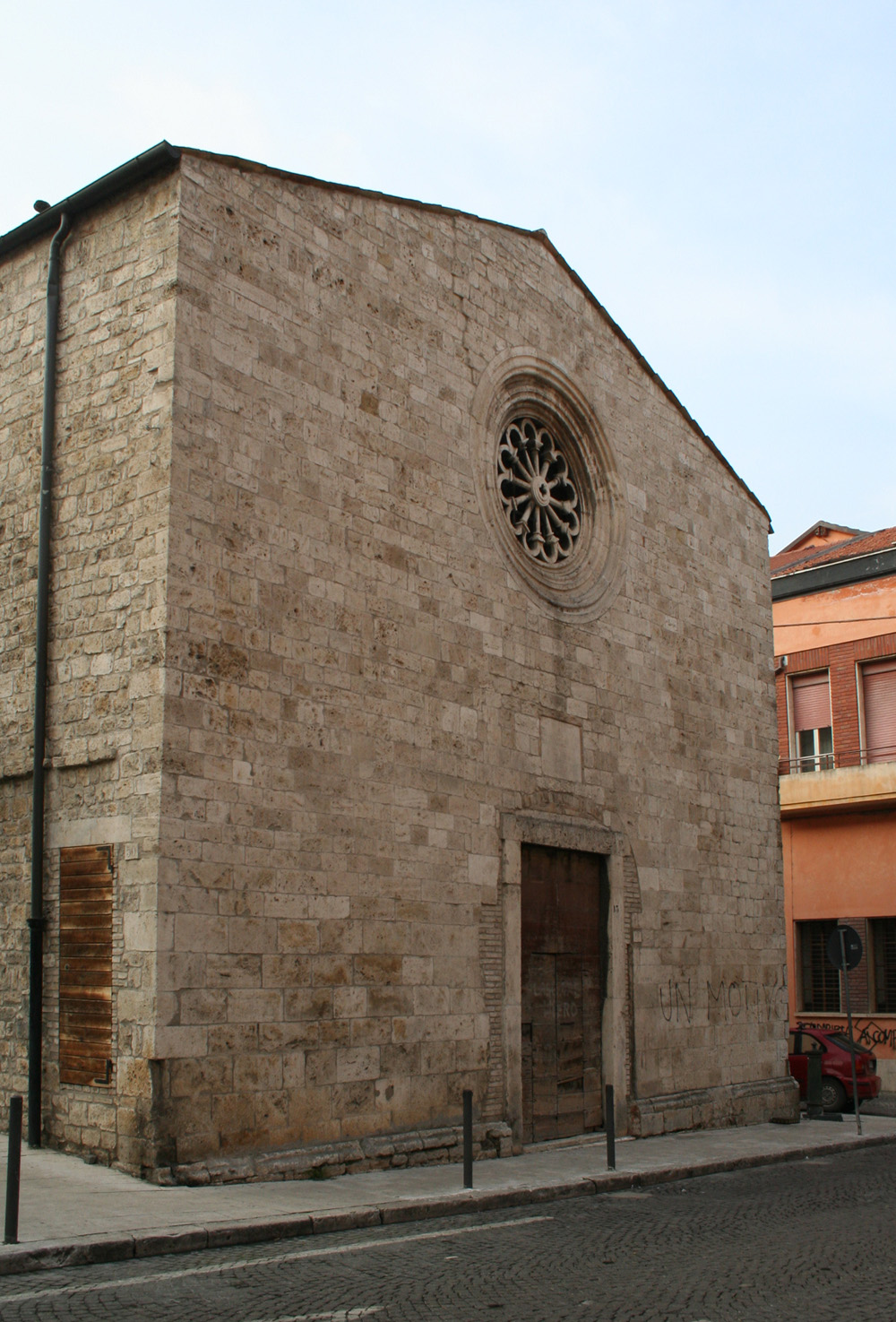
Церква Сан-Джуліано в Асколі-Пічено
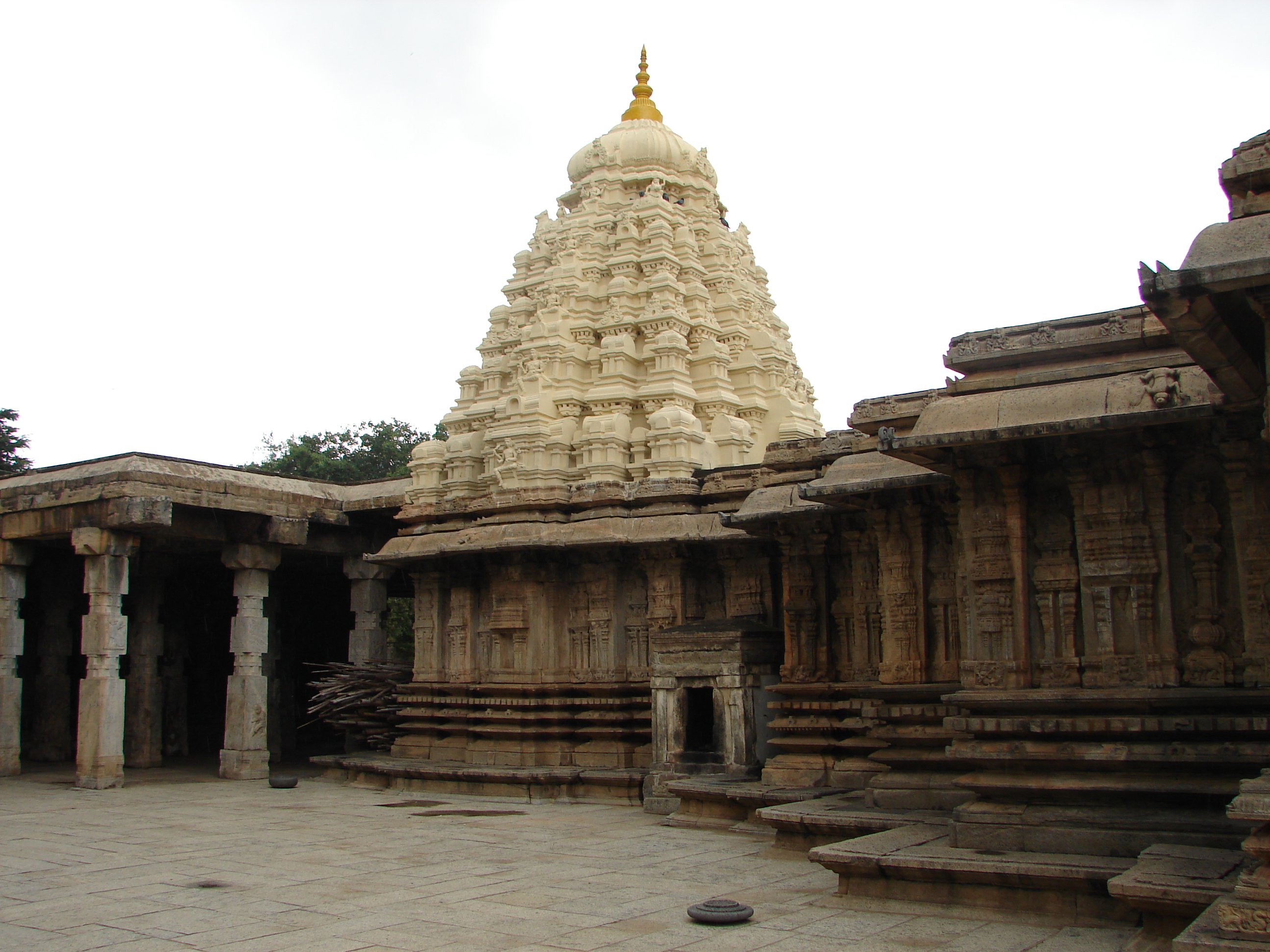
Храм Вайдешвара у Талакаді

### Образотворче мистецтво

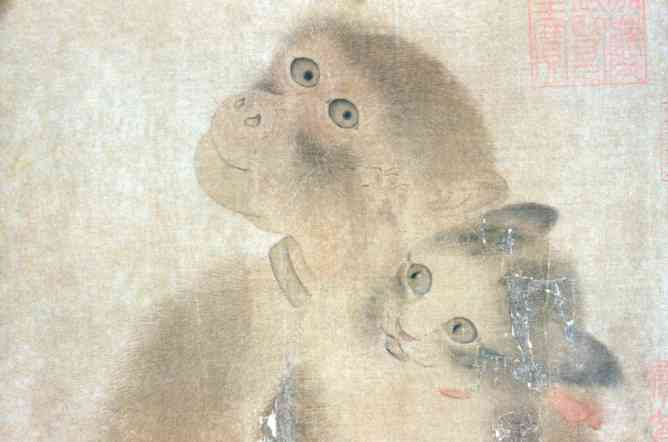
Фрагмент картини І Юаньцзі

У Китаї в місті Чанша народився відомий художник-анімаліст І Юаньцзі (1000—1064).

### Наука

Схема з трактату «Кітаб аль-Тафхім» Аль-Біруні, що пояснює механізм Місячного затемнення

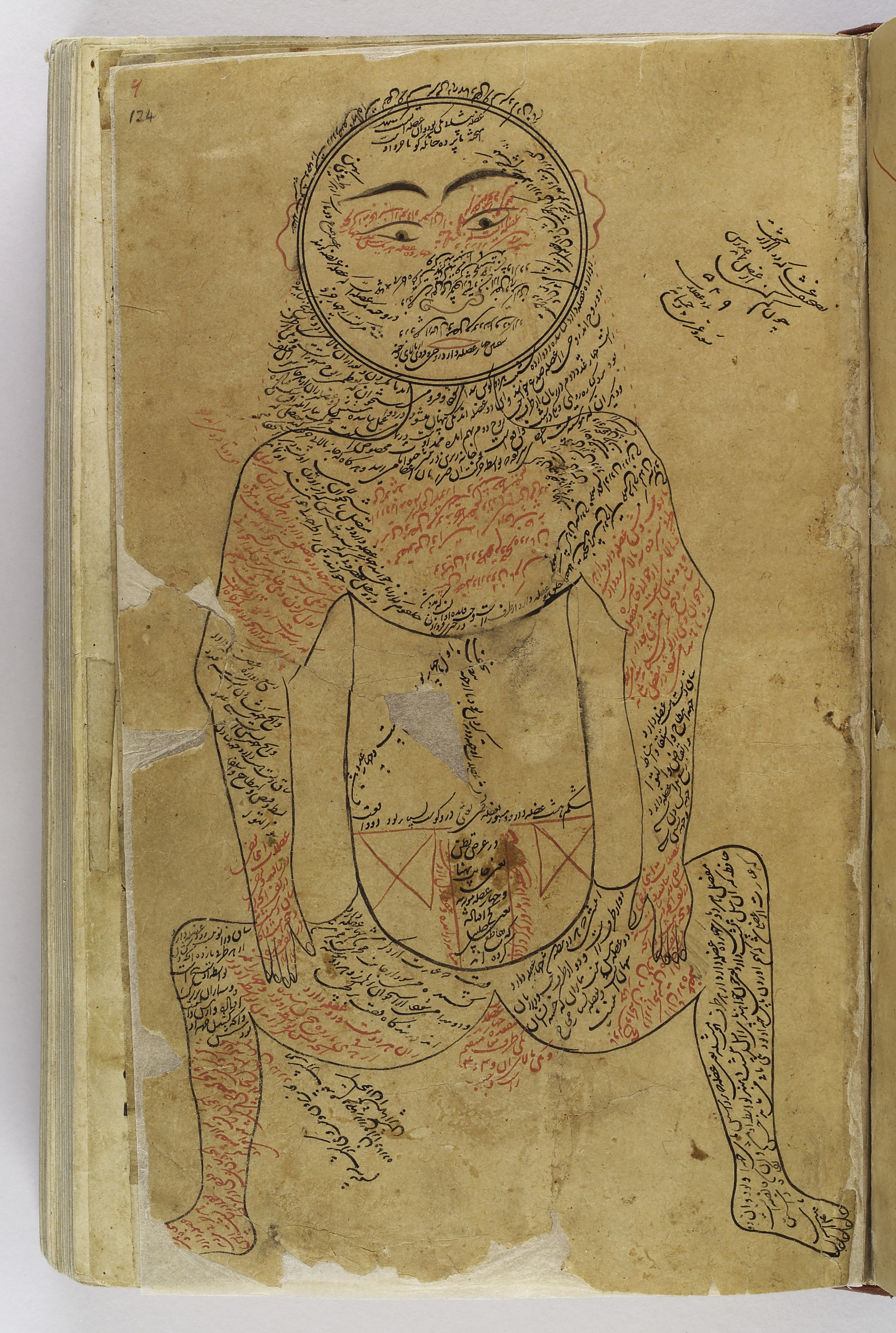
М'зова система з «Медичного канону» Авіценни

Для Старого Світу центром розвитку науки залишається мусульманський світ. В Європі наукові трактати збираються євреями на Піринейському півострові. У цей час творять найкращі мислителі мусульманського світу, смерть 4 з них приблизно припадає на цей рік.
- Ібн аль-Хайсан (Альхазен) (965—1040) — універсальний вчений і мислитель, автор трактату про оптику «Кітаб аль-Маназір».
- Аль-Біруні (973—1048) — вчений-енциклопедист, автор трактату «Аль-канун фіт-тібб» (канону медицини).
- Ібн Сіна (Авіценна) (980—1037) — найвідоміший мусульманський лікар, вчений-енциклопедист.
- Абу аль Касім аль-Захраві (Абулькасіс) (936—1013) — лікар, фізіолог, автор найвідомішого медичного трактату «Кітаб аль-Тасріб».
- Ібн Юнус (950—1009) — видатний математик і астроном, у цей рік публікує в Каїрі свій астрономічний трактат «Зідж аль-Хакімі аль-Кабір».
- Ал-Кухі (?-1000) — астроном.
- Абу Махмуд аль-Худжанді (940—1000) — астроном.
- Ібн Іса — астроном.
- Ібн Ірак — математик.
- Абу-ль-Вафа (940—997/1000) — математик.
- Аль-Караджі(інші мови) (953—1029) — математик й інженер.
- Ібн Фадлан (?-1000) — відомий мандрівник й географ, автор трактату «Сім земних кліматів».
- Шамсуддин аль-Мукаддасі (945—1000) — астроном й географ.

## Народились

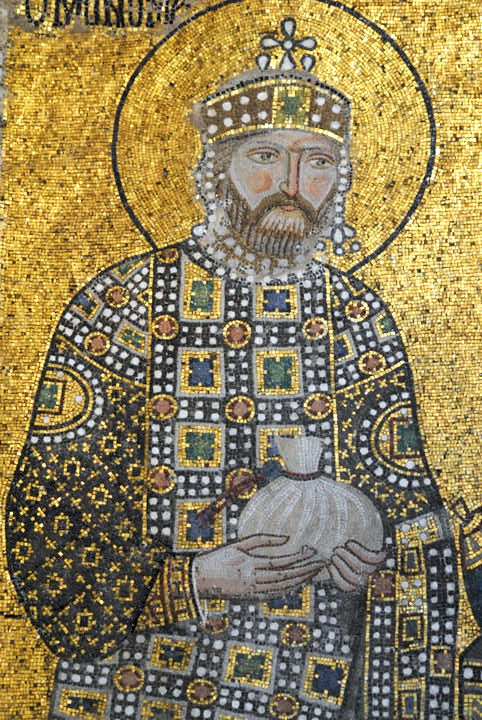
Візантійський імператор Костянтин IX Мономах, мозаїка собору Святої Софії

- 25 липня — Анунд III Якоб (1000—1050), король Швеції. За іншою версією, народився 1008 року.
- Сильвестр III (1000—1062/1063) — папа римський.
- Свята Ірмґардіс (1000-1065/1089) — німецька свята епохи середньовіччя.
- Адальберт (1000—1048) — герцог Верхньої Лотарингії.
- Кавам аль-Давла (1000—1028) — володар Керману з династії Буїдів (934—1062).
- Михайло Кіруларій (1000—1058) — патріарх константинопольський.
- Костянтин IX Мономах (1000—1055) — візантійський імператор.
- Роберт Диявол (1000—1035) — герцог Нормандії (1028—1035).
- Отто Болеславович (1000—1033) — польський князь.
- Жільбер де Бріонн — граф, опікун Вільгельма I Завойовника.
- Аргір (1000—1068) — ватажок лангобардських повстанців проти Візантії, пізніше візантійський генерал.
- Домінік Сілоський(1000—1073) — католицький святий, абат монастиря Санто-Домінго де Сілос(інші мови).
- Святий Маурус (1000—1070) — католицький святий, єпископ Печа[19].

## Померли

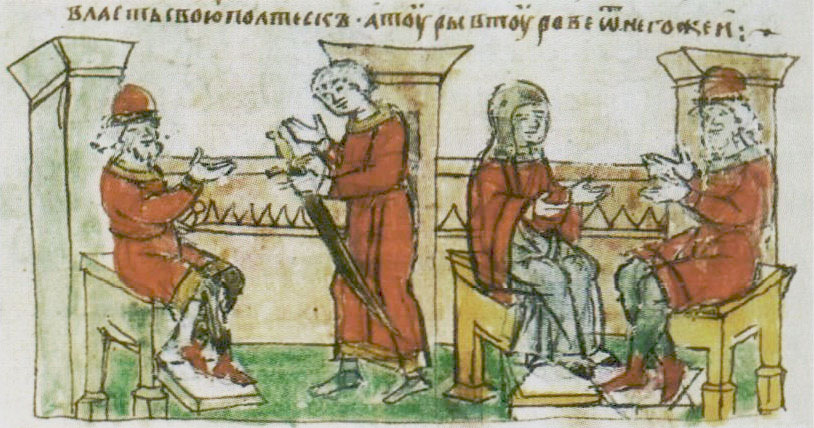
Сватання Рогнеди князем Володимиром, мініатюра з Радзивіллівського літопису XV століття

- Малфрида — чеська дружина Володимира Великого[20], за іншою версією під цим ім'ям Нестор Літописець мав на увазі Малушу, матір Володимира[21].
- Рогніда — дружина Володимира Великого, мати Ізяслава Володимировича.
- Хуан Жан (呼延贊) — китайський генерал.
- Тейсі — перша дружина японського імператора Ітідзьо, під час пологів.
- Мінамото-но Сігеюкі — японський поет.
- Флайн Муньос(інші мови) — граф Арагону, дід Сіда Кампеадора.
- Івар Вотерфорд — норманський король Дубліна й Вотерфорда.
- 31 травня — Давид III Великий, грузинський цар Тао-Кларджеті з династії Багратіоні.
- 4 липня — Гуго I д'Аббевіль (фр. Hugues Ier de Ponthieu), граф де Понтьє.
- 29 липня — Гарсія II Санчес Тремтячий, король Наварри, загинув у битві під Сервером.
- 9 вересня — Олаф Трюггвасон, король Норвегії, загинув у битві під Сволдером.
- 18 вересня — Тіра Данська(інші мови), королева норвезька, дружина Олафа Трюггвасона покінчила життя самогубством.
- 17 листопада — Ельфріда (Ælfthryth), одна з дружин короля Англії, Едгара Мирного.